# トヨタ・センチュリー
センチュリー（CENTURY）は、トヨタ自動車が1967年（昭和42年）から製造・販売している最高級乗用車（ショーファー・ドリブン・カー）。
長らく販売開始から4ドアセダンのみ販売されてきたが、2023年（令和5年）9月にSUVタイプが新たに設定された。

## 概要
「センチュリー（世紀）」の名称は、初代モデルが発表された1967年（昭和42年）が、「明治100年」に当たることと、トヨタグループの創設者である豊田佐吉の生誕から100年であることに由来している。
主に日本国内の官公庁・企業などでの公用車・社用車（役員車）としての利用を想定し、後部座席の広さや乗降のしやすさなど、快適性に重きを置いた作りにすることで、乗客をもてなす設計がとられており:2、御料車や、内閣総理大臣専用車としても使用されている。基本として日本国内専用車種であるが、アジアやヨーロッパに対して少数の輸出実績があり、香港では、董建華初代特別行政区行政長官が、1997年の就任時にトヨタ自動車から特別に贈られたセンチュリー（ナンバープレートに香港特別行政区区章が飾られた）を公用車として常用していた。1998年には、主に日本政府の在外公館（在仏・在中国日本大使館など）向けとして、右側通行に対応する左ハンドル仕様が100台ほど生産・販売された:5。
また、日本国内専用車種はIOCワールドワイドパートナーであり、東京2020オリンピックのオフィシャルパートナーでもある製造元のトヨタ自動車の宣伝として用いられ、写真などで写るということもあり、欧米をはじめとする海外の自動車愛好家からも人気が高い。
センチュリーは徹底的に無駄を排除するトヨタ生産方式とは大きく異なる生産体制が採られている。生産は2020年（令和2年）12月までトヨタ自動車傘下のトヨタ自動車東日本東富士工場（2012年（平成24年）6月までは関東自動車工業東富士工場）の「センチュリー工房」で行われていたが、同工場閉鎖に伴いトヨタ自動車直営の元町工場へ移管。2代目モデルにおける溶接個所はカローラの3倍に上り、熟練工員が溶接作業に当たり、さらに別の工員が溶接痕をやすりで仕上げている。また組み立て工程も専属の作業員4人がグループを組んで担当している。塗装は通常の車両よりも長い時間をかけ、専門の検査員が「鮮映性」という独自基準でチェックしている。内装も各職人が担当する本木目パネルや本革シートが採用し取り付けにも細心の注意が払われるなど、手作業が工程の多くを占めている。またサイドミラーも2代目まではドアミラーを標準採用せず「フェンダーミラー」を使用していた。なお、センチュリーについてこのような生産体制を採る背景には、センチュリーがトヨタにとって特別な車種であり、高い品質が求められることに加え、各種技術の継承という側面もある:4。トヨタでは品質を保証するため、製造した全車両の組み上げ工程のデータを記載した「ヒストリーブック」を保管している。
なおショーファー・ドリブンの性質上、運転席は質感より実用性を重視しており、3代目で「マークX以上クラウン以下」という評価もある。
現行モデル（3代目）、および2代目モデルの内外装には、トヨタのCIマーク（三つの楕円）やロゴタイプは使用されていない（初代モデルでは「TOYOTA」の文字ロゴがトランクリッドに入っていた）。代わりに、1ヶ月かけて制作される「鳳凰」およびセンチュリーのイニシャルを象ったオーナメントがフロントグリル、ホイールセンターキャップ、ステアリング・ホイール、キー、エンジンフード、Cピラー等に使用され、リアのトランクリッドには「CENTURY」と表示されている。
かつては1,000万円を切る廉価で販売されていたが、物価の上昇で2016年3月には8%消費税込で1,253万8,286円から、3代目モデルからはハイブリッド化や自動ブレーキシステムなどの安全装備の搭載により、消費税込みで1,960万円となっている。セダンとしては高額な部類であるが、購入層は法人やドライバーを雇用できる高所得者であるため問題とされない。販売に関しては、かつては高級車を中心とした旧トヨタ店（東京地区では1987年9月30日までは東京トヨペット専売で、同年10月1日からは東京トヨタ自動車でも取り扱いを開始し、2019年4月1日からはトヨタモビリティ東京で取り扱い、大阪地区では2006年8月7日まで大阪トヨペットで取り扱い）で扱われていた。反社会的な人物や転売を目的としなければ購入者に制限は無いが、5%程度の手付金が必要である。
発売開始から半世紀余り経過した今日において、フルモデルチェンジが2回とモデルサイクルが非常に長い。
ただ公用車としての採用に関しては車両の性質上､主に
- 値段や維持費が高すぎること (特に3代目へのフルチェンジ時はハイブリッド化に伴い更に高額化した)
- 環境性能に劣ること (特に2代目まではハイブリッドモデルが存在しなかったこと､同じくトヨタの高級車でHVの存在するLSの存在)
- 他社の拠点が地場産業となっている地域において､そのメーカーの車種を採用すべきだという意見[12]

などによる批判を受けることも珍しくなく､それらを避ける目的から｢脱･センチュリー｣の動きが見られることもある。
（詳細は後述）

## 初代 VG2#/3#/4#型 （1967年 - 1997年）
世界の最高級車に匹敵するプレステージサルーンを目標にして開発され、1967年（昭和42年）9月25日に発表、11月に発売された。以後細部の改良を受けながらも、1997年（平成9年）まで30年間に渡ってフルモデルチェンジなしで生産される希有な記録を作った。
設計主査を務めたのは、初代・2代目のトヨペット・クラウン、センチュリーの前身にあたるクラウンエイトの設計主査であった中村健也で、中村が主査を務めて開発された最後のモデルとなった。先んじて発売されていた日産・プレジデントなど、既存の国産大型車同様にアメリカ製高級車の影響こそ色濃いものの、単なる模倣ではなく、「伝統的な日本の美」を感じさせる保守的かつ重厚さを持った独特のデザインテイストを持つ。これは結果的に長期間陳腐化することがなく、その後のモデルチェンジごとにセンチュリーのアイデンティティーとして継承されている。「伝統的な日本の美」はボディカラー名に和名が含まれることにも現れており、例えば初投入時はフジ・ノーブルホワイト、カムイ・エターナルブラック、ホーライ・ルーシッドグリーン、ウンゼン・ミスティグレー、マシュウ・カームブルー、ヘイアン・グレーシャスマルーンの6色が展開された:21。
エンジンは3V型OHV・3,000 ccエンジンから始まり、その後は排出ガス対策等で3,400 cc（4V-U型、4V-EU型）、4,000 cc（5V-EU型）まで排気量拡大がなされた。
型式はクラウンエイトの「VG10型」を継承した「VG20型」が与えられたが、クラウンの構造拡大型に留まったクラウンエイトとは異なり、センチュリーは全面的な新設計により開発された。その初期モデルは、当時のトヨタ車としては異例の複雑なメカニズムを採用しており、エアサスペンションを組み込んだトレーリングアーム式サスペンションや、ギアボックスをスカットル上部に置き、リンケージの大半をエンジン上部に配置した操舵系（ナックルアームはストラットタワー頂部に配置）に代表される。これらは、当時の日本車はもとより欧米車でも事例は少なく、複雑なメカニズムが走行性能の向上に繋がったかは不明確であり整備性を悪化させる原因にもなっている。1990年代には販売時に運転の状況や、定期的なメンテナンスが受けられるかを審査することもあり、これが「購入者が審査される」という都市伝説の元になったという指摘がある。トヨタでは机上のスペックよりも現実の実用性能を重視するという考え方のもと、1982年（昭和57年）の大規模なマイナーチェンジの際に、フロントサスペンションをダブルトレーリングアームからマクファーソンストラットへ改め、操舵系も一般的な方式に改められ、リヤサスペンションもリジットアクスルで変わりないものの、当時トヨタ車多くが採用したラテラルロット付き4リンク式に改められ、構成部品が簡便化された。
発売当初のVG20型には、オートマチックトランスミッションの装備が常識化していたアメリカ製高級車に対抗するため、当初からATが標準装備であったが、富裕層のオーナードライバー向けに4速フロアシフトMT車（Aタイプ）も設定されていた。このMT車はVG21型へのマイナーチェンジ時に廃止されている。また、防弾装備が施されたセンチュリーは、当時内閣総理大臣であった佐藤栄作の専用車として納入され、以後3代に渡って内閣総理大臣専用車として使用されている。
| グレード | ミッション | シート         | 主な装備 |
| -------- | ---------- | -------------- | --- |
| Dタイプ  | コラムAT   | セミセパレート | - 高級布地張（トッパー・ファブリック）シート:29f - パワーシート:29 - パワーウィンド:30 - エアコン:29 - エアピュリファイア:29 - パワーステアリング:36 - オートロック式ドア:30 - AM/FMステレオラジオ:31   |
| Cタイプ  | コラムAT   | ベンチシート   | - 高級布地張（トッパー・ファブリック）シート:29f - パワーウィンド:30 - AM/FMモノラルラジオ:31 - 電磁式ドアロック:30 - オプション - セミセパレートシート - パワーステアリング:36 - エアピュリファイア:29 |
| Bタイプ  | コラムMT   | ベンチシート   | ファブリックシート [ 13 ] :36 AMラジオ [ 13 ] :31 |
| Aタイプ  | フロアMT   | セパレート     | - 本革シート:30 - 前席ヘッドレスト - タコメーター:36 - パワーウィンド:30 - オプション - パワーステアリング:36 - エアピュリファイア:29                                                                   |

- 1969年（昭和44年） - 一部改良。フェンダーウインカー追加 、エンジン出力アップ、内装一部変更など 。
- 1971年（昭和46年）10月 - Aタイプ廃止
- 1973年（昭和48年）4月 - マイナーチェンジで型式をVG21型へ変更。昭和48年自動車排出ガス規制適合と同時に総排気量が3,400 ccの4V型へ変更。外観も一部変更され、テールランプのデザイン変更と同時にターンシグナルレンズをアンバー化。他には、フロントディスクブレーキ化、電磁式ドアロックの廃止、フロントワイパーのピボット位置の変更、パワーステアリングが全車標準装備、Cタイプ・Dタイプにコンソール付セパレートシート車を追加など。
- 1974年（昭和49年）8月 - 一部改良。電動ミラー、間欠ワイパー、ワンタッチ式パワーウインドウの採用、リアウインドシールドアンテナ採用（電動ポールアンテナ廃止） シート表皮、意匠の変更。MT車（Bタイプ）廃止など。
- 1975年（昭和50年）6月 - 昭和50年自動車排出ガス規制適合。トヨタ触媒方式「TTC-C（トヨタ・トータル・クリーン・システム―キャタライザー）」を採用した4V-U型エンジンを搭載して50年排出ガス規制に適合 。これにより最高出力170 HP / 5,400 rpm、最大トルク26.5 mkg / 3,600 rpmに低下 。トランク左側に「TTC-C」のエンブレムが付く 。
- 1975年（昭和50年）10月 - 第21回東京モーターショーに「センチュリー・ガスタービン・ハイブリッド実験車」を出展[17][18][19][20]。シリーズ方式で、前輪駆動。ハイブリッドカーの「歴史」も参照。
- 1977年（昭和52年）1月 - 昭和52年自動車排出ガス規制適合で型式をC-VG30型へ変更（自動車型式認定制度上ではモデルチェンジ扱い）。外観の変更はリアバンパーの形状、フェンダーモールの形状変更。ボディカラーでは富士ノーブルホワイトが復活。その他、ステッキタイプだったパーキングブレーキをペダル式に変更。後席ヘッドレストシート一体式（固定）から格納・引き出しの2段階調整式に変更 。Dタイプには、シート位置を前後に調整できる後席パワーシートを採用（Cタイプは固定、パワーシートの設定なし） 。
- 1978年（昭和53年）11月 - 昭和53年自動車排出ガス規制適合で型式をE-VG35型へ変更。ホイールキャップのデザイン変更。装備面では、ドアを閉めた後もルームランプが点灯するシステムや電磁式フューエルリッド・オープナー 、カレンダー付クオーツデジタル時計、運転席ランバーサポートなどを新たに装備。また本革シートやラジアルタイヤなどもオプションに加わった。
- 1982年（昭和57年） - 大規模マイナーチェンジで型式をVG40型へ変更（自動車型式認定制度上ではモデルチェンジ扱い）。エンジンが4,000 ccの5V-EU型となり、発売以来大幅な変更がなかった内外装を変更。外装ではヘッドランプ、フロントグリル、テールランプ、バンパーなど、装備ではオートエアコンの採用、ラジオの電子チューナー化、スーパーモニタリングディスプレイの採用、各種スイッチの日本語表記化などを実施。Eタイプには、フル定員乗車の時でも、車高を一定に保つオートレベラーが装着されており、フラットな車体姿勢を保つ。
- 1985年（昭和60年）8月 - Eタイプに設定されていたリフレッシングシートを右後席にも設定。後席用カセットデッキを設定。エアコン中央吹き出し口に風量・風向き調節機能、左右スイング機能の追加、後席に腰当クッションをオプション設定 など。
- 1987年（昭和62年）9月 - マイナーチェンジ。外観ではコーナリングランプ一体型異型ヘッドランプを採用すると同時にフロントグリルのデザインを変更。内装ではデジタルメーターを採用し、Eタイプには100％ウール地のジャガードモケットシートを採用。ATを油圧制御の3速から電子制御式の4速に変更。フロアシフトAT車追加。足回りではTEMSと4輪ESCを採用。
- 1989年（平成元年）
  - 5月 - シフトロックシステムを採用。ウールシート表皮色のグレー色変更、及び本革グレー内装追加など 。
  - 10月 - ホイールベースを650 mm延長したリムジンを追加（型式はVG40改）。標準車よりルーフが30 mm高く、後席ロッカーパネルが40 mm低い 。後席のみ本木目パネルを採用。グレードは標準仕様のSタイプ（オールウールモケットシートが標準）と豪華仕様のHタイプ（本革シートが標準）の2種類。
- 1990年（平成2年）9月 - 一部改良。ホイールベースを150 mm延長したロングボディのLタイプを追加（型式はVG45型）。リムジンはLタイプベースに変更。同時にDタイプのコラムシフトAT車は廃止。本木目（ウォールナット）パネルの採用など。
- 1992年（平成4年）12月 - マイナーチェンジ。フロントグリル、ホイールのデザイン変更。後席VIPシート、サイドドアビーム、LEDハイマウントストップランプ、運転席エアバッグを全車標準装備。
- 1994年（平成6年）12月 - 一部改良。エアコンカットシステムの採用。車載電話用アンテナをバックウインドウ内蔵タイプに変更。
- 1997年 (平成9年)
  - 3月[21] - 生産終了。在庫対応分のみの販売となる。
  - 4月 - 2代目と入れ替わる形で販売終了。

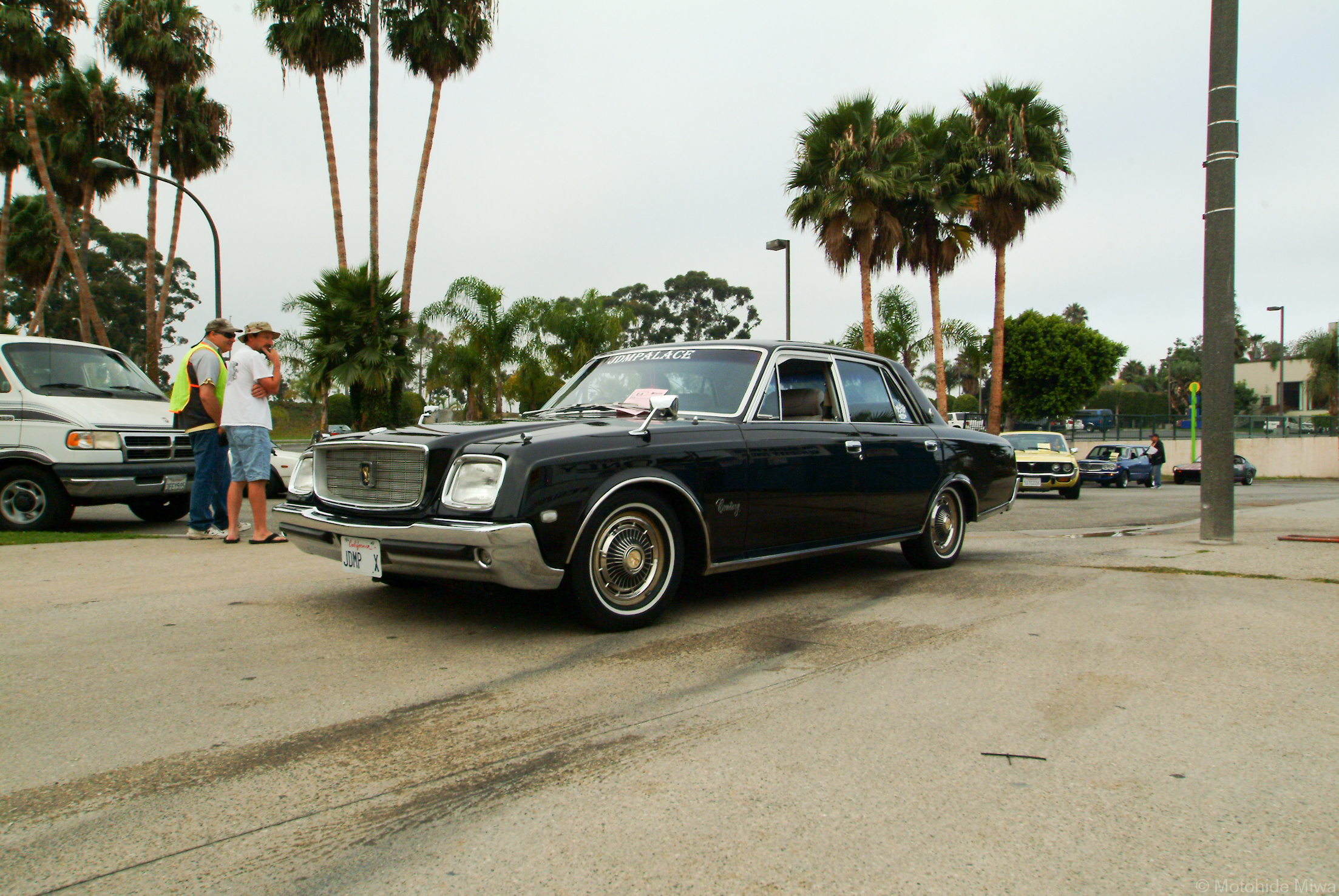
1969年改良型
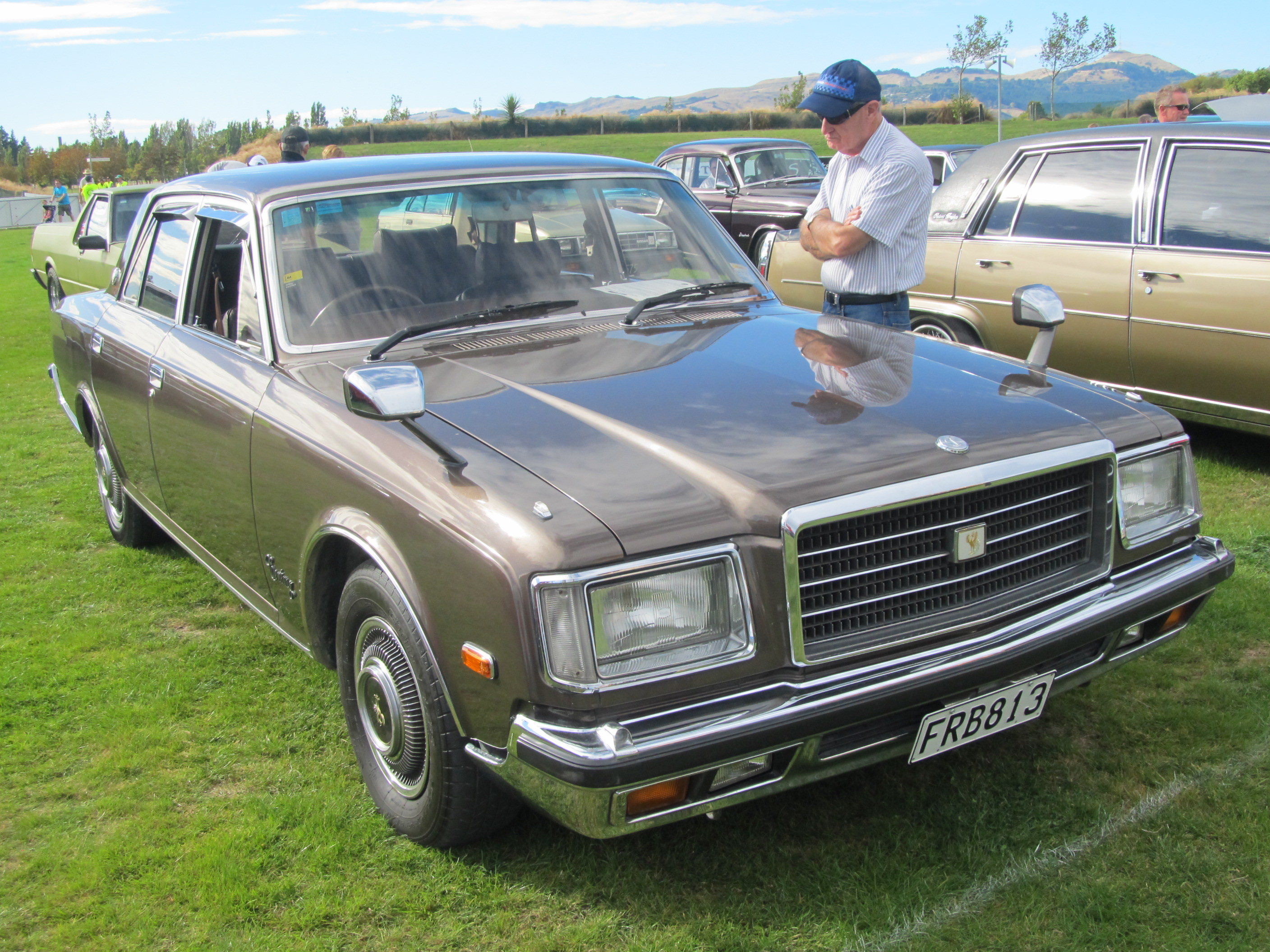
1982年改良型
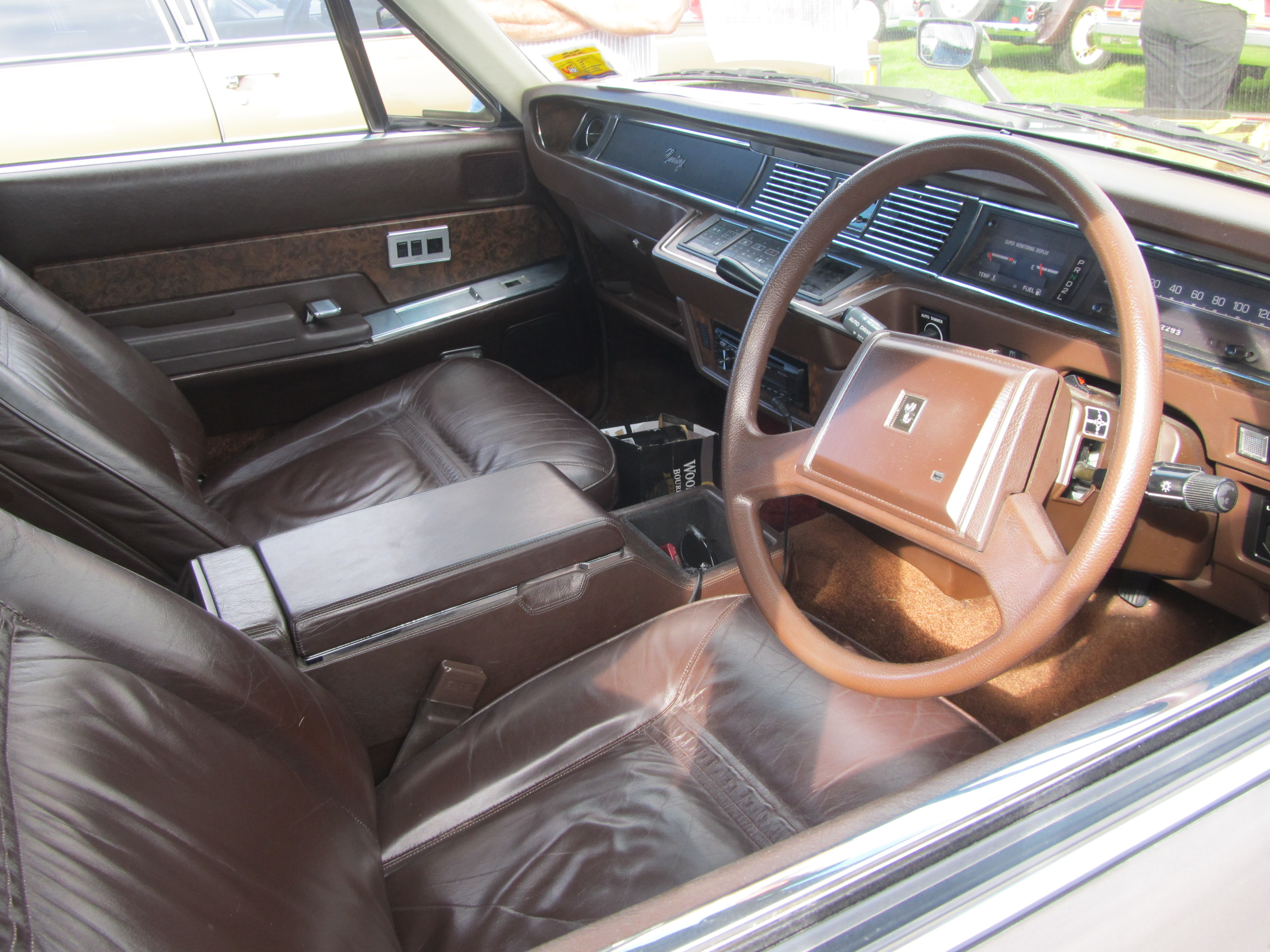
1982年改良型 車内
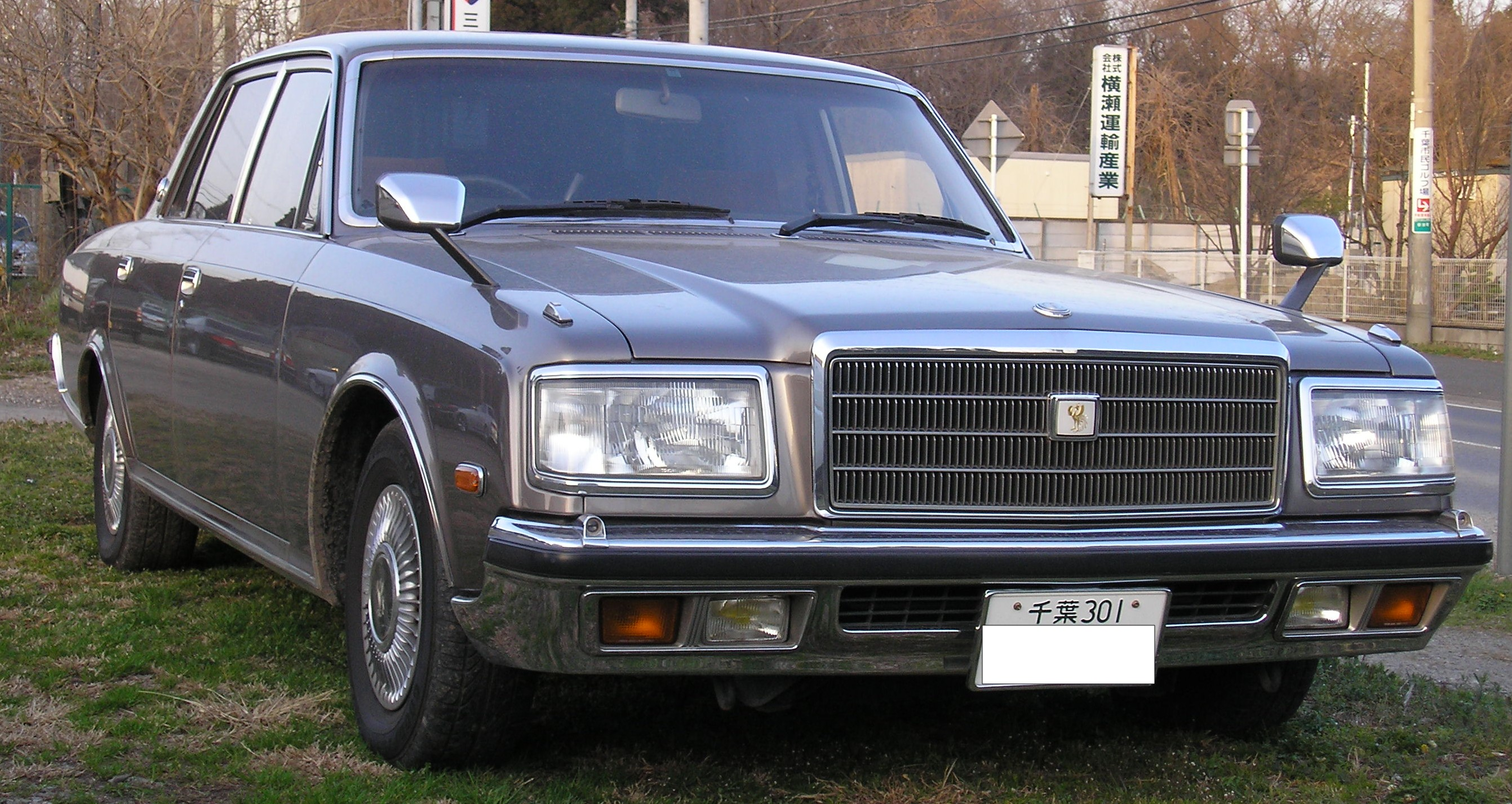
1987年改良型
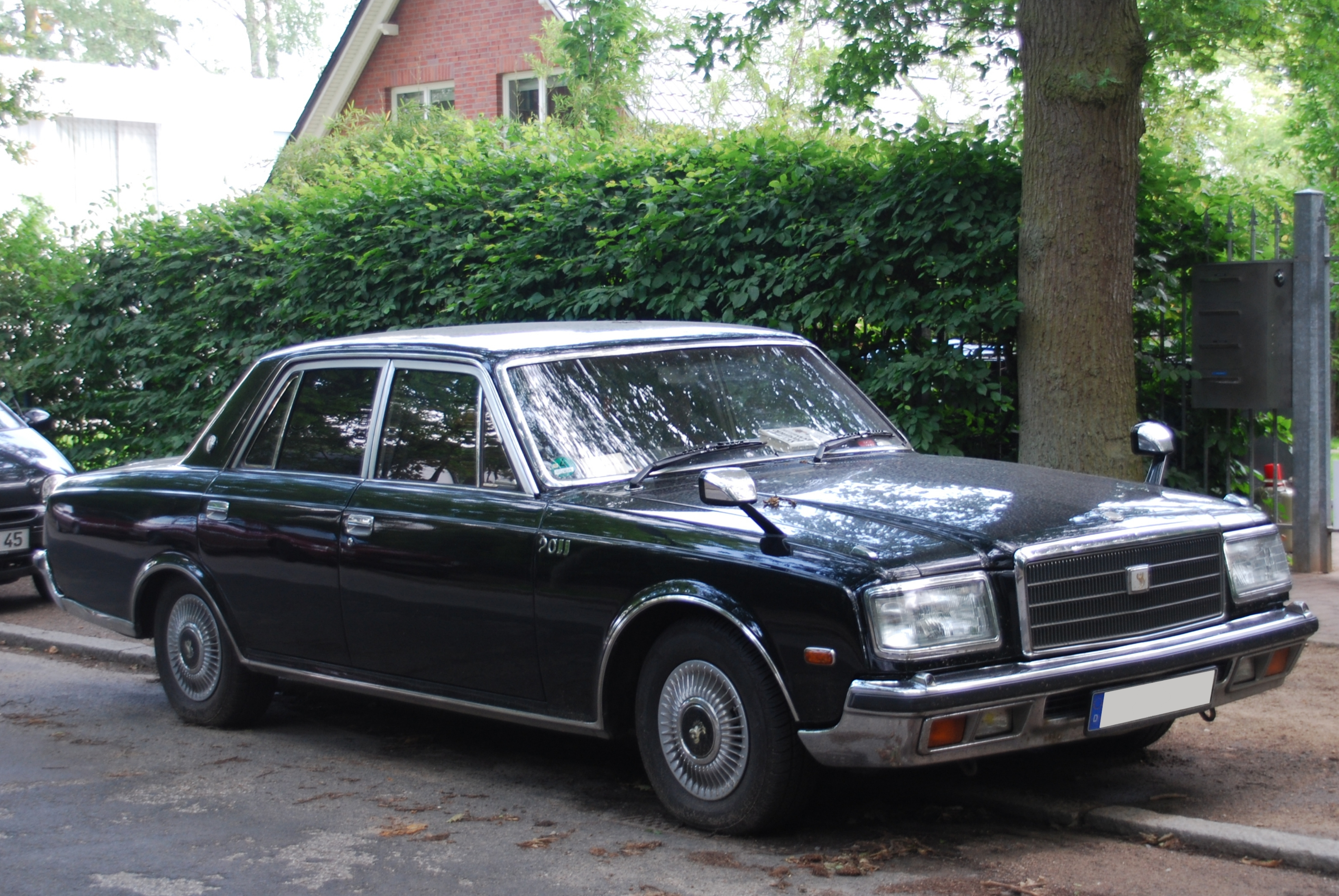
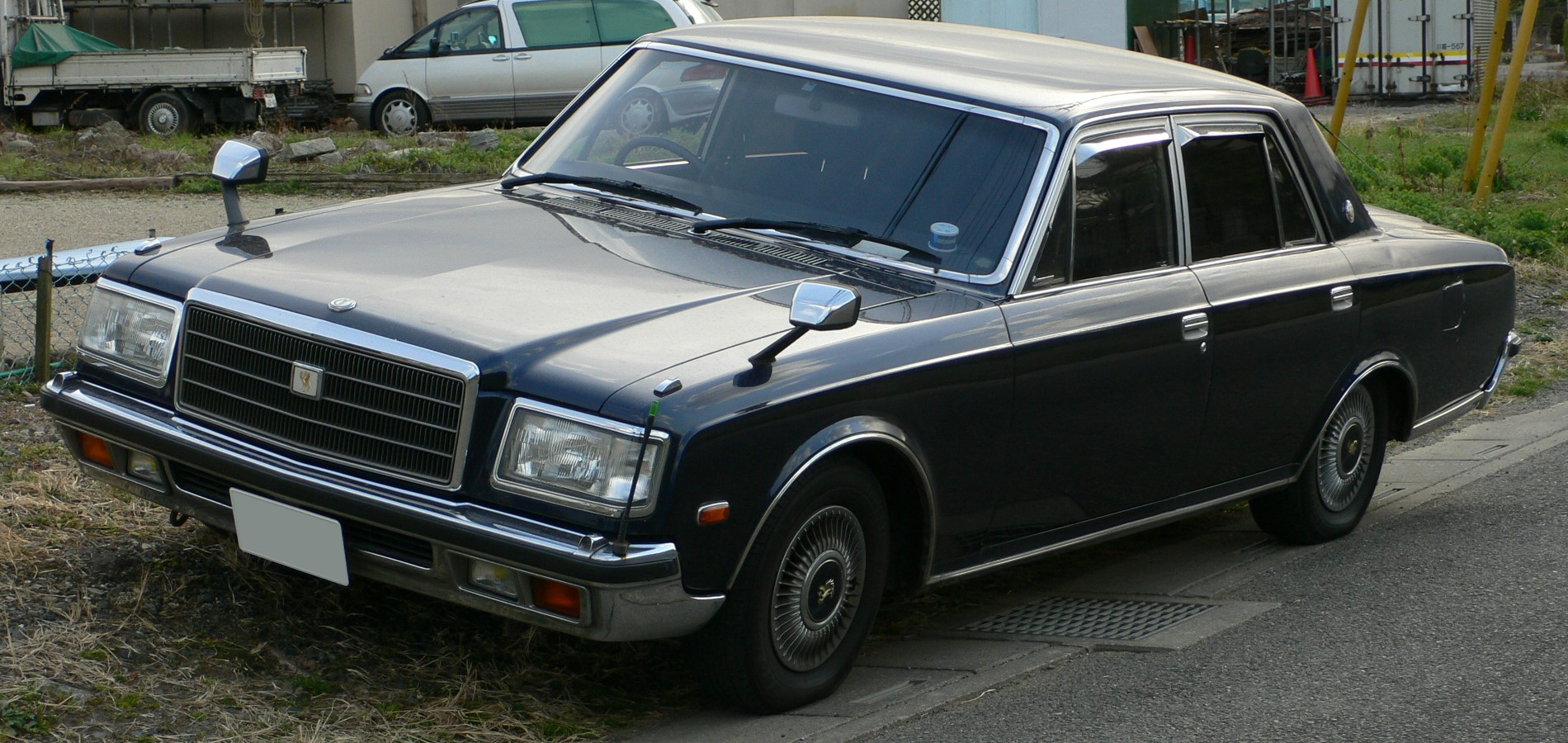
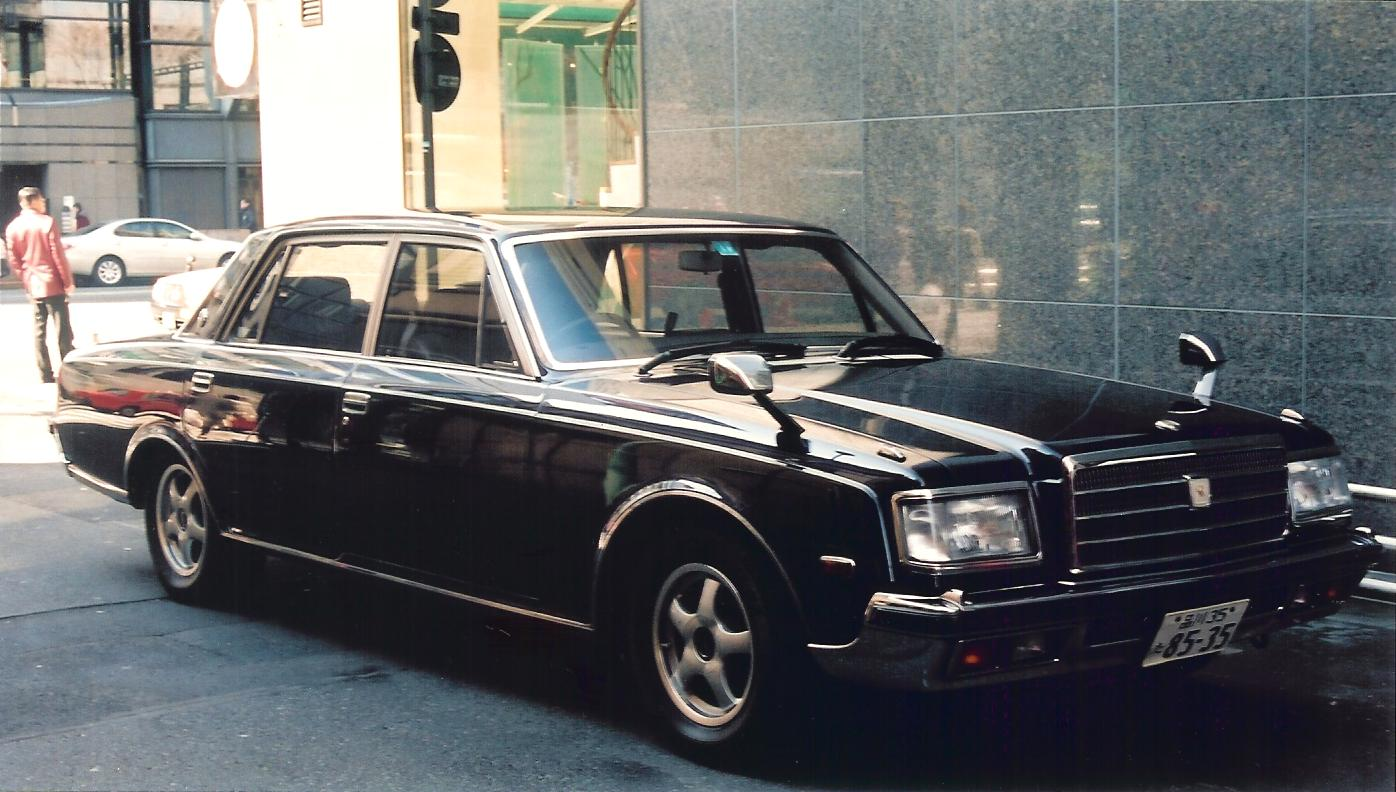
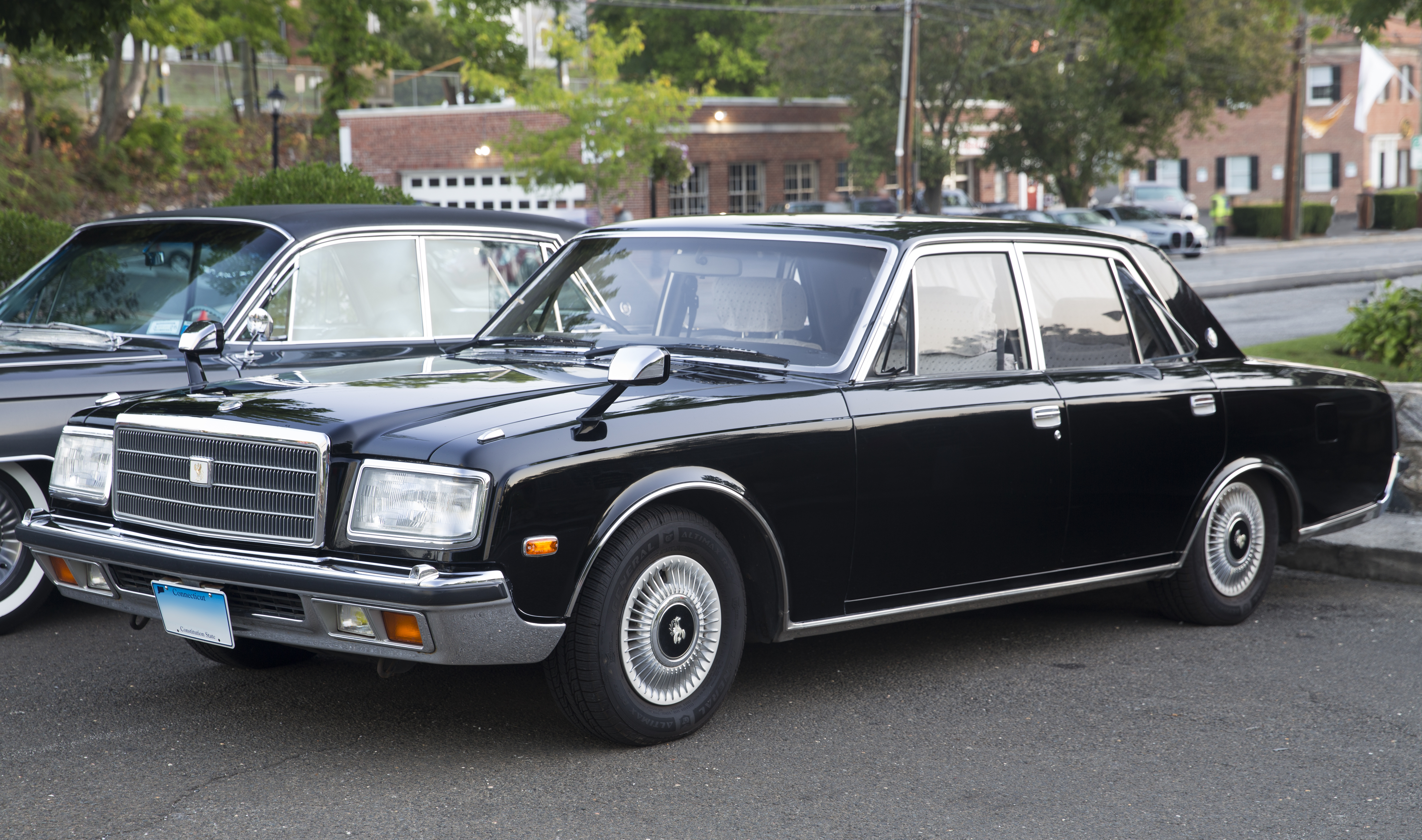

## 2代目 GZG5#型 （1997年 - 2017年）
1997年（平成9年）、異例の長期生産が続いた初代から30年ぶりにフルモデルチェンジが行われ、2代目のGZG50型に移行した。当時最新の技術で製造された自動車でありながら、1967年（昭和42年）以来続いた初代モデルのデザインテイストをほとんど踏襲し、遠目には初代モデルの後期型（VG40型）と区別が付きにくい外観となった。下位モデルであるセルシオ（現・レクサスLS）との棲み分けのために先代モデルから価格帯を大幅に引き上げている。
日本製市販乗用車としては史上初のV型12気筒エンジンを搭載、4カムOHC（片バンクあたりDOHC機構）の5,000 cc・280 PSで、基本構造はトヨタで長い実績のある既存の直列6気筒エンジン（JZ型）をベースにしている。エンジンの型式名は1GZ-FE型であり、片バンクの6気筒にトラブルが生じても、残りの6気筒が機能して走行できるようになっている:32。ブレーキをはじめ、その他の走行機器の多くにバックアップのための2重系統化が施されている。
内装の本木目パネルや本革シートは職人が手作業で制作したものが使われるなど、高級な素材と高度な技術が使われている。ボディーカラー名には「神威」（かむい、エターナルブラック）、「摩周」（ましゅう、シリーンブルーマイカ）、「瑞雲」（ずいうん、デミュアーブルーマイカメタリックモリブデン）、「鸞鳳」（らんぽう、グロリアスグレーメタリックモリブデン）、「醍醐」（だいご、ウェルシーグリーンマイカP.I.O.）、「精華」（せいか、レイディエントシルバーメタリック）、標準装備のウールファブリックシートには「瑞響」（ずいきょう）と、初代同様漢字を用いた和名が使用されている:51。助手席は随行員用であるため、バックレストを貫通させるオットマンや前に倒れるヘッドレスト、下部の収納スペースなどの機能があり、座席の位置は後部からも動かすことが出来る。Bピラーには靴べら入れがある。
車の性格上、オーナードライバーが自ら運転するケースは多くないものの、ショーファードリブン時とオーナードリブン時とで走行性能を切り替える機能もある。フロアシフト仕様が一般的であるがコラムシフト仕様も選択可能であり、また初代モデルは末期まで全車フェンダーミラーが装備でドアミラーを選択することはできなかったが、この代からフロアシフト車に限りドアミラーがオプション装備:53となっている。先代にあったフロントベンチシートやリムジンは廃止された。
カーステレオは短波放送の受信が可能で、音場の設定も優先を前後席で切り替える機能を搭載している。
- 1997年（平成9年）4月 - フルモデルチェンジ。
- 2000年（平成12年）1月 - 一部改良。形式がTA-GZG50に変更。エレクトロマルチビジョンの大型化など。
- 2001年（平成13年）5月 - 一部改良。マイナスイオン発生装置を標準装備。
- 2003年（平成15年）1月 - 官公庁での使用を見込んで圧縮天然ガス（CNG）仕様車を追加[28]。エンジンは1GZ-FNE型で、出力258 ps/5,200 rpm、トルク41.3 kgm/4,000 rpmとガソリンエンジンに比べて数値がやや下がっている。しかし、四国のように都市ガスの天然ガス化が遅れている地域が少なくない上、ベースモデルよりも約300万円高いため導入拡大にまでは至らず、2005年（平成17年）の一部改良時に廃止された。また、識別のためスカットルに「CNG」のバッジが着く。
- 2005年（平成17年）1月 - 一部改良。尾灯（テール/ブレーキランプ）にLEDを採用。ATが6速化され（フロアシフトはシーケンシャルシフトマチックとなる）、平成17年排出ガス75%低減でSU-LEVの認定と平成22年燃費基準を達成。デュアルエレクトロマルチビジョンを標準装備。後席VHSデッキに代わりDVDプレーヤーを装備。カーテンエアバッグ装着により前席ヘッドレストの形状も変化。後席はエアシートを装備。
- 2006年（平成18年）1月 - 一部改良。本木目＋本革巻きステアリングホイール・シフトノブが全車メーカーオプション設定。
- 2007年（平成19年）10月 - 第40回東京モーターショーにセンチュリーの製造元である関東自動車工業が専用フロントグリル、内装にウールを使用するなど、より高級化を図った「プレミアムセンチュリー」を出品[29][30]。
- 2008年（平成20年）1月 - 一部改良。ディスチャージ式（ロービームのみ）マルチリフレクターヘッドランプを装備。それに伴いフォグランプがバンパーに移動（法規対応）し、コーナリングランプが廃止。また、地上デジタルテレビチューナーも装備。
- 2010年（平成22年）8月 - 一部改良。新たにバックガイドモニター（音声ガイダンス機能付）とETCを標準装備。また、鳳凰のエンブレムの背景色を黒に変更し、より際立たせた。リアセンターアームレストの一部に本木目を採用し、左後席にフットレストを新設定。また、フロントウィンドシールドガラスはUVカット機能に加え、高遮音機能、赤外線カット機能を追加した合わせガラスとなり、車内の温度上昇を抑えることでエアコンの負荷を軽減するなど静粛性・快適性を向上。
- 2013年（平成25年）5月 - 一部改良。地上デジタルテレビチューナーを4チューナーに増強して受信性能を向上したほか、リモコン受光部を前席にも設定したことで操作性を向上。また、ドアウィンドウガラス（クォーターウィンドウガラスを除く）にスーパーUVカットガラスを採用したほか、フェンダーミラーの鏡面屈折を変更したことで視認性を向上。
- 2017年（平成29年）
  - 1月 - 2代目の生産を完了。
  - 2月4日 - 2代目の販売を終了。公式サイトでの掲載も一旦終了した。

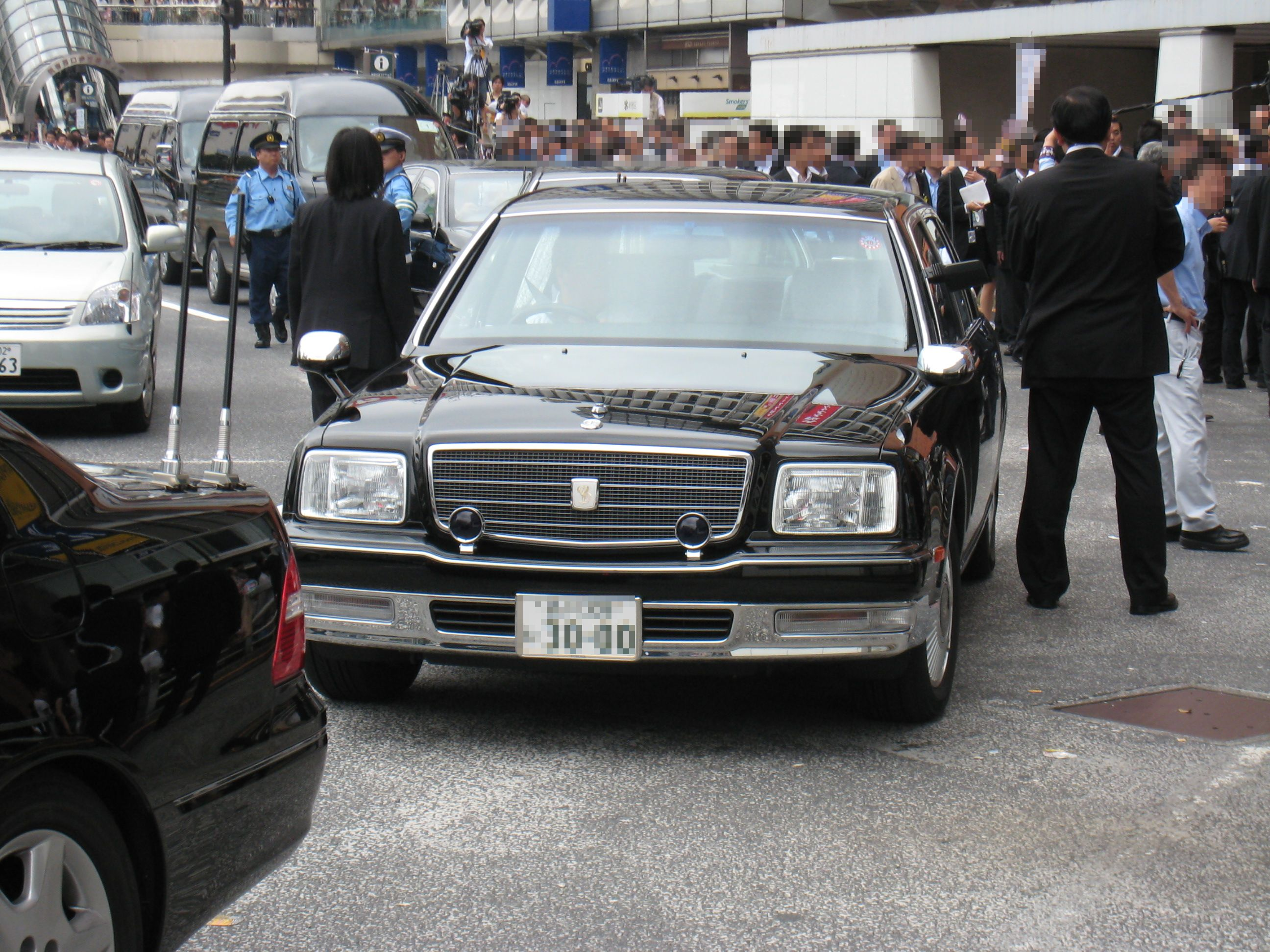
内閣総理大臣専用車
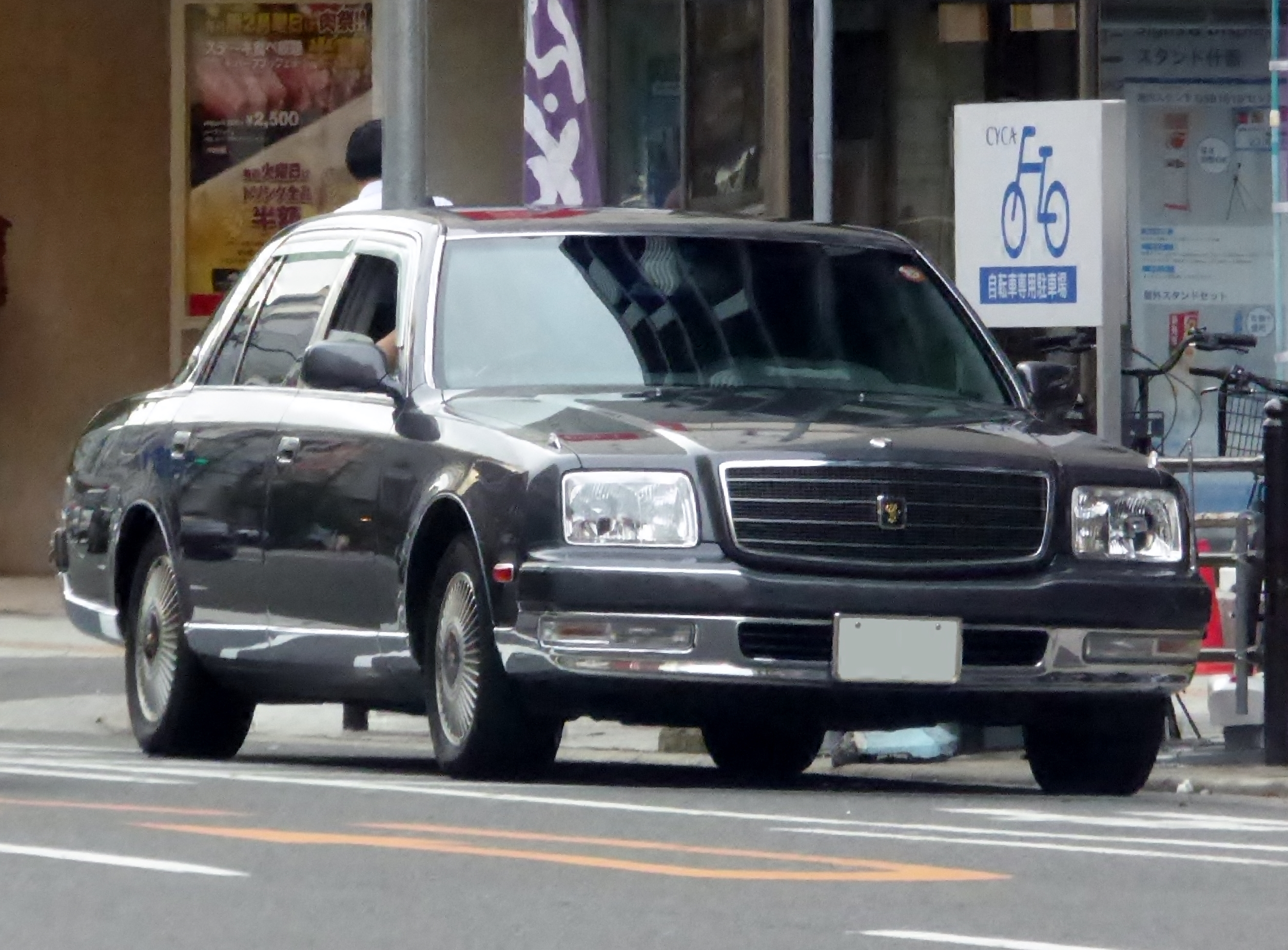
2010年改良型
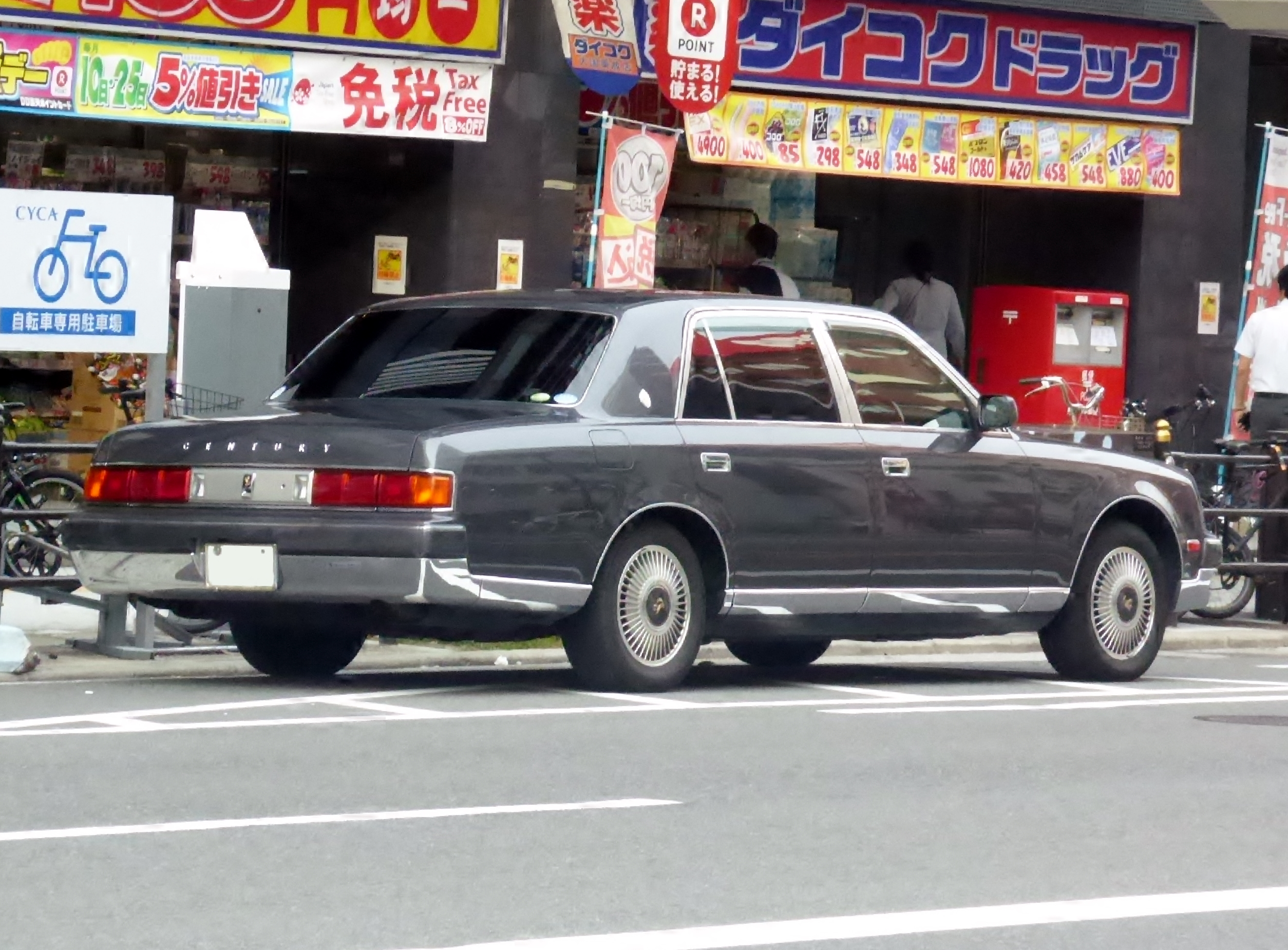
2010年改良型 リア
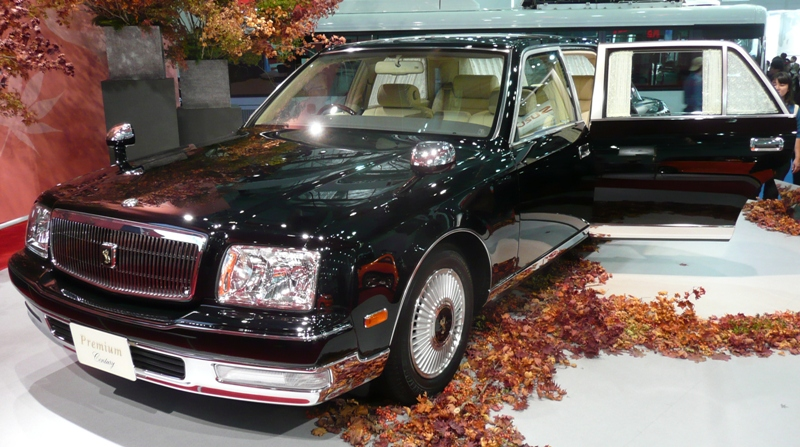
プレミアムセンチュリー
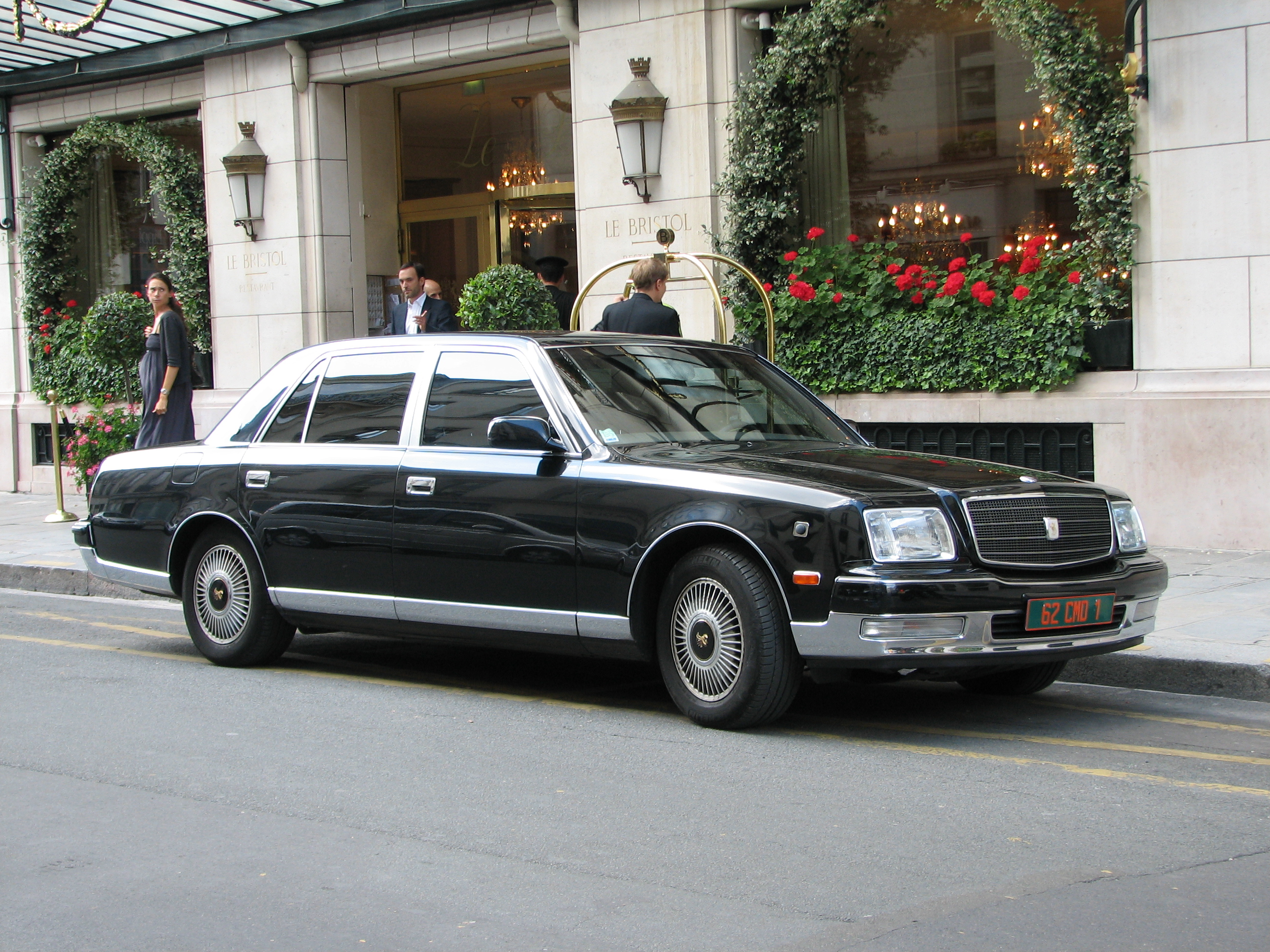
日本大使館に配備された車
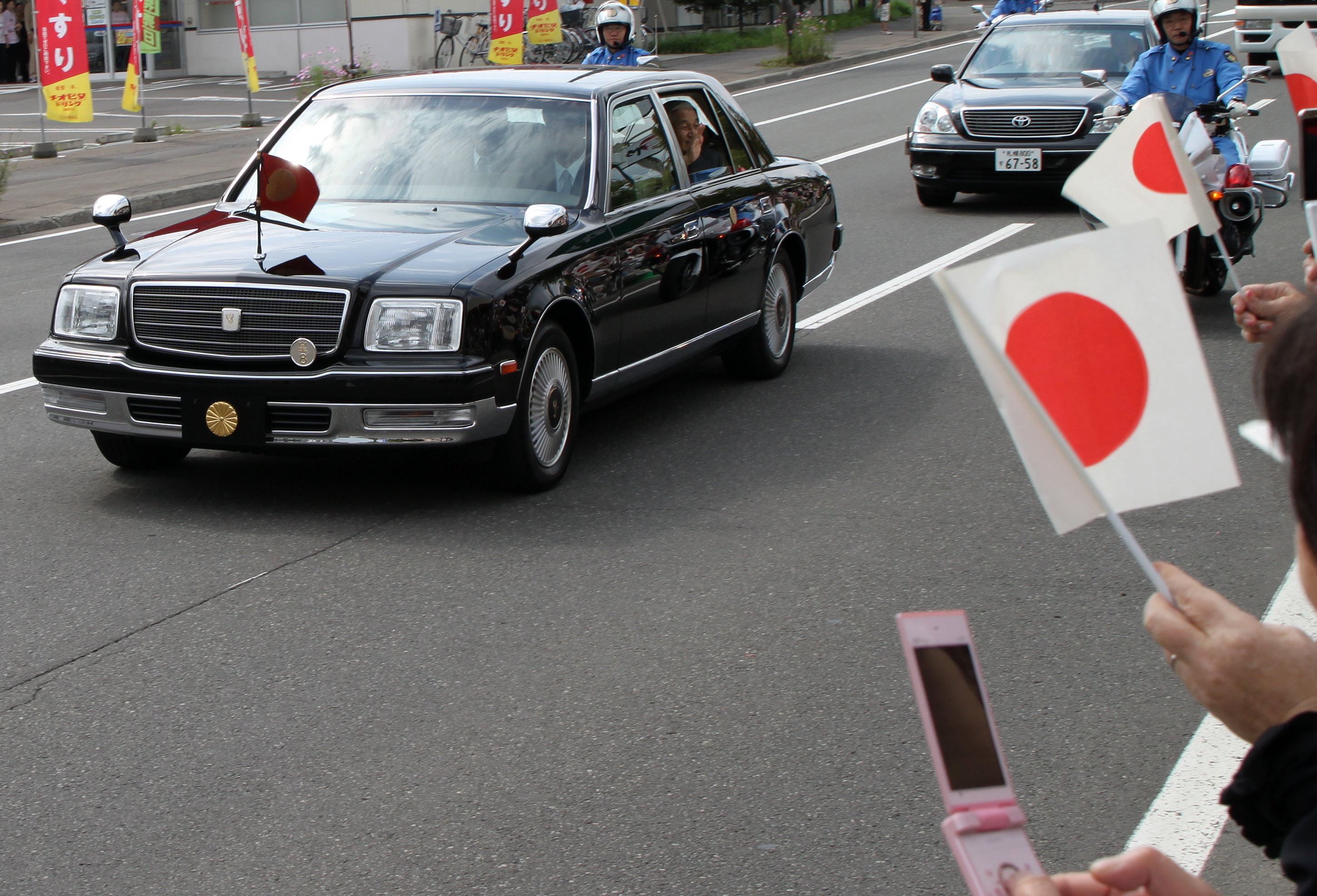
御料車
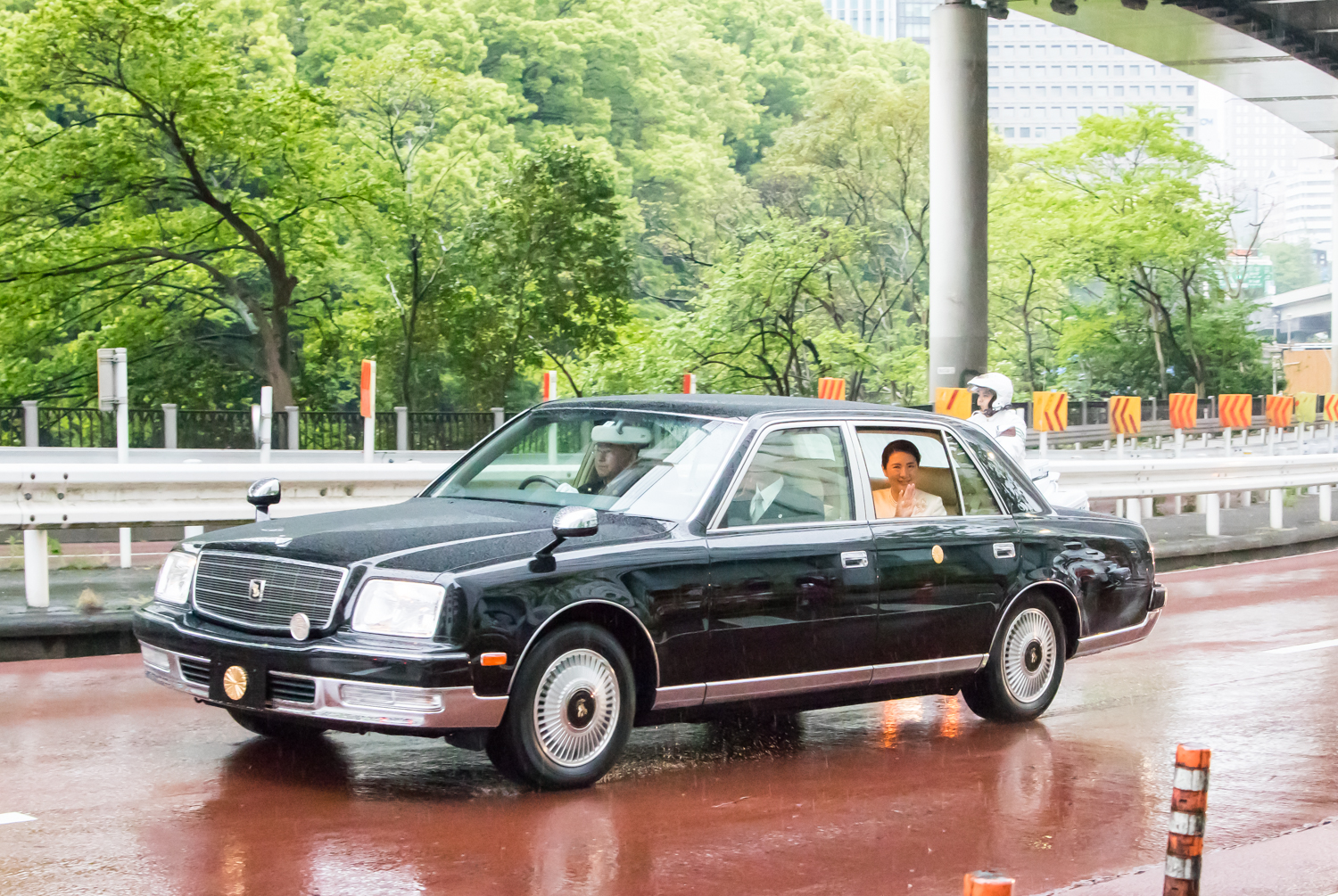
御料車
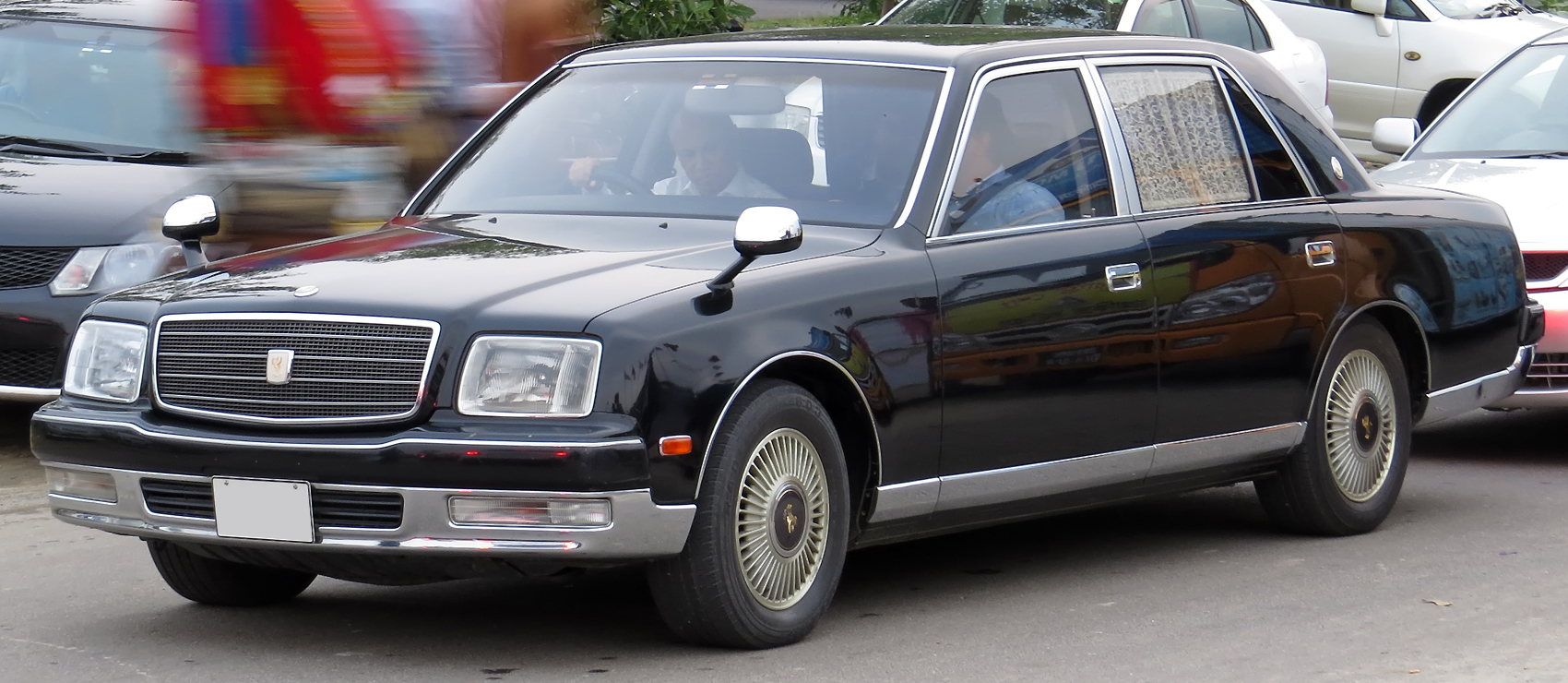

## 3代目 セダン UWG60型 （2018年 - ）
2017年10月27日から開催された「東京モーターショー2017」で初公開され、2018年6月22日に発表、同日に発売された。2代目の販売終了から約1年4か月ぶりに再投入されるとともに、21年2か月ぶりのフルモデルチェンジとなった。
伝統と品格を守りつつ、「匠の技」を生かしたエクステリアデザインは、あえて傾斜を立てた重厚なクォーターピラーにより後席の存在感を強調するなど「几帳面」と呼称されるキャラクターラインを採用した。同時に一目でセンチュリーと分かるデザインでもあり、初代モデルからのアイデンティティーを継承している。この代から全車ドアミラーに統一された。「几帳面」の表現はプレス加工だけで出せないため、最終的には手作業で調整している。
ボディサイズは先代と比較して全長は+65 mm、全幅は+40 mm、全高は+30 mmそれぞれ拡大。また、ホイールベースは65 mm延長されている。ボディカラーの名称は、先代に引き続き「和名」が用いられている。イメージカラーの「神威 エターナルブラック」、先代から継続設定される「精華 レイディエントシルバーメタリック」、「摩周 シリーンブルーマイカ」、新設定の「飛鳥 ブラッキッシュレッドマイカ」の全4色が設定される。(なお、「神威 エターナルブラック」は名称こそ先代と共通だが、新規開発色である。トヨタの現行車種に多数設定されているボディカラー）。漆黒感を高める黒染料入りのカラークリアなど7層もの塗装に、研ぎと磨きを加えて奥深い艶と輝きを追求している。本塗装工程を含め、センチュリーの象徴であるフロントセンターの「鳳凰」エンブレムの作成等、随所に手作業の「匠の技」を取り入れており、塗装時間は1台あたり40時間をかけている。トヨタの塗装基準である「肌ランク」は通常のコンパクトカーが3.0程度なのに対し、センチュリーは4.5 - 5とされる。
プラットフォームは、トヨタ最新のTNGAではなく、4代目「レクサスLS」（ロングボディ車）用を新型センチュリー用に最適化させたものを採用。ホイールベースの数値や4輪マルチリンクのサスペンション形式も共通となるが、AVS機能付電子制御エアサスペンションの採用等により、センチュリー伝統の乗り心地の良さを継承している。
パワートレインは、V型12気筒5.0 L「1GZ-FE」型エンジンに代わり、2段変速リダクション機構付THS-IIを採用したハイブリッドシステムが採用された。エンジン・モーター共に4代目レクサスLSに搭載されていた仕様をセンチュリー専用にリファインしており、エンジンにはV型8気筒 5.0 Lの「2UR-FSE」型、モーターには「1KM型」交流同期電動機を搭載。システム最高出力は431 PS（317 kW）を発生し、先代モデルが搭載した「1GZ-FE」型のパワースペック：280 PS（206 kW）を大幅に上回るパフォーマンスを獲得している。また、JC08モード燃料消費率も、先代の7.6 km/Lから13.6 km/Lに大きく改善され、「2020年度燃費基準+20%」を達成している。2021年4月に2030年度燃費基準優良車となり、「2030年度燃費基準80%達成」となった。
安全面に関しても最新の予防安全技術が採用された。センチュリーでは初採用となる「Toyota Safety Sense」は、プリクラッシュセーフティ（歩行者［昼］検知機能付衝突回避支援タイプ／ミリ波レーダー＋単眼カメラ方式）、レーンディパーチャーアラート（ステアリング制御機能付）、レーダークルーズコントロール（全車速追従機能付）、アダプティブハイビームシステム（アレイ式）の4点で構成されており、これらに加えて、ブラインドスポットモニター（BSM）や、リヤクロストラフィックアラート（RCTA）とクリアランスソナー&バックソナーを組み合わせた「パーキングサポートアラート（PKSA）」も採用されている。
パワートレインとプラットフォームに新開発の技術を用いなかった理由は、「『センチュリーは何があっても絶対に壊れてはいけない』という信念を最優先させ、実績と信頼性のあるユニットを採用したため」である。乗り心地を重視したためサスペンションは柔らかめの設定になっており、ドライバーには挙動をコントロールする技量と後部座席の人間に配慮する意識が必要との意見もある。
内装は先代と同様に後部座席を優先した設計であるが、マッサージ機能の強化やオットマンを使用しても助手席が使えるようにするなど細かな部分が改良されている。
手付金として100万円が必要であるが、購入の意思がなくてもハードカバーのカタログを入手することが出来る。
社長の豊田章男は新車発表の際「センチュリーのGRMN仕様を作りたい」と話し、実際に2018年9月にこれを公道でお披露目した。一般的にセンチュリーは高所得者がドライバーを雇って運転するものというイメージが強いが、豊田はこれを自分でドライブしている。ただし、これは現時点ではあくまで社長専用車であり、市販の予定については語られていないほか、スペックについても明らかにされていない。なお、2019年の第95回箱根駅伝より大会本部車または会長車として白が投入、2019年の東京オートサロンでは黒が出品され、同イベントで開催された東京国際カスタムカーコンテスト2019で優秀賞を受賞した。
2019年9月から導入された御料車「皇9」からベース車がUWG60型に変更された。
2019年11月10日の第126代天皇徳仁の祝賀御列の儀に合わせ、コーニッシュIIIに代わるパレード用オープンカーのベースとして選定された。改造点は屋根の撤去とCピラーの切断、シートを白色の本革とし後部座席を若干高くして背もたれの角度を25度に固定している他、剛性確保のため車体を補強しているとされる。予算は8000万円とされる。
2020年には内閣総理大臣専用車として新たに一台納入された。
2023年9月6日に追加モデル（SUVタイプ）が発表された。以降、同モデルを「センチュリー」とし、既存のセダンタイプの3代目については、「センチュリー（セダンタイプ）」としてこれまで通り販売が継続される。

### 年表
2017年（平成29年）10月5日
第45回東京モーターショー2017に、「新型センチュリー」を出展することを発表。
2018年（平成30年）中盤に発売予定であることを公表した。
2018年（平成30年）6月22日
フルモデルチェンジ。
2018年（平成30年）9月20日
自工会の定期記者会見にてGRMN仕様を披露。
2019年（令和元年）10月
仕様変更。WLTCモードによる排出ガス並びに燃料消費率に対応（JC08モード走行による燃料消費率も併記）し、「平成30年排出ガス基準75%低減レベル（☆☆☆☆☆）」認定を取得した。
2021年（令和3年）5月
仕様変更。コンライト（ライト自動点灯・消灯システム）とヘルプネット（エアバッグ連動タイプ）を新法規に対応。

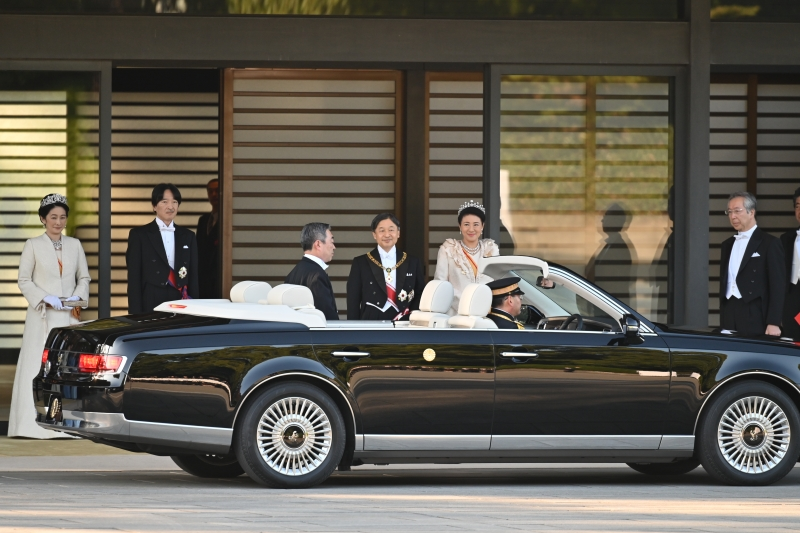
祝賀御列の儀にてパレード用オープンカー仕様車に乗り込む今上天皇と雅子皇后（2019年11月10日、皇居宮殿南車寄にて）
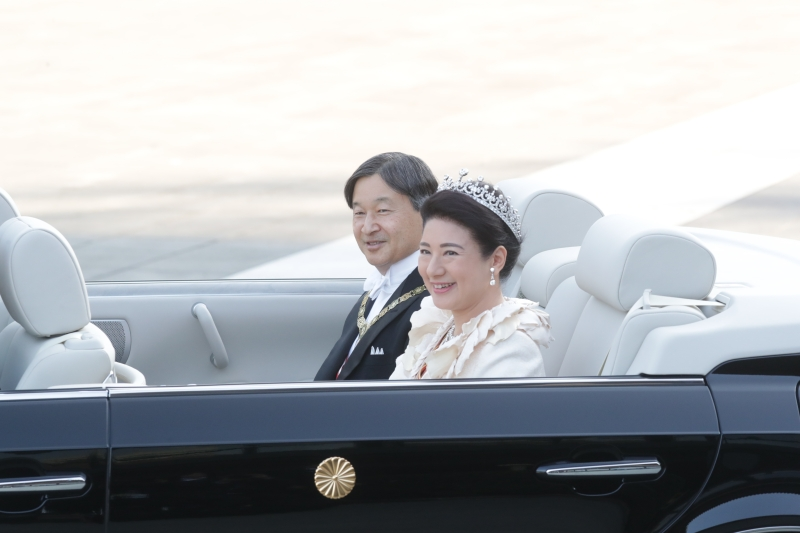
祝賀御列の儀にてパレード用オープンカー仕様車に乗る今上天皇と雅子皇后（2019年11月10日、東京都にて）
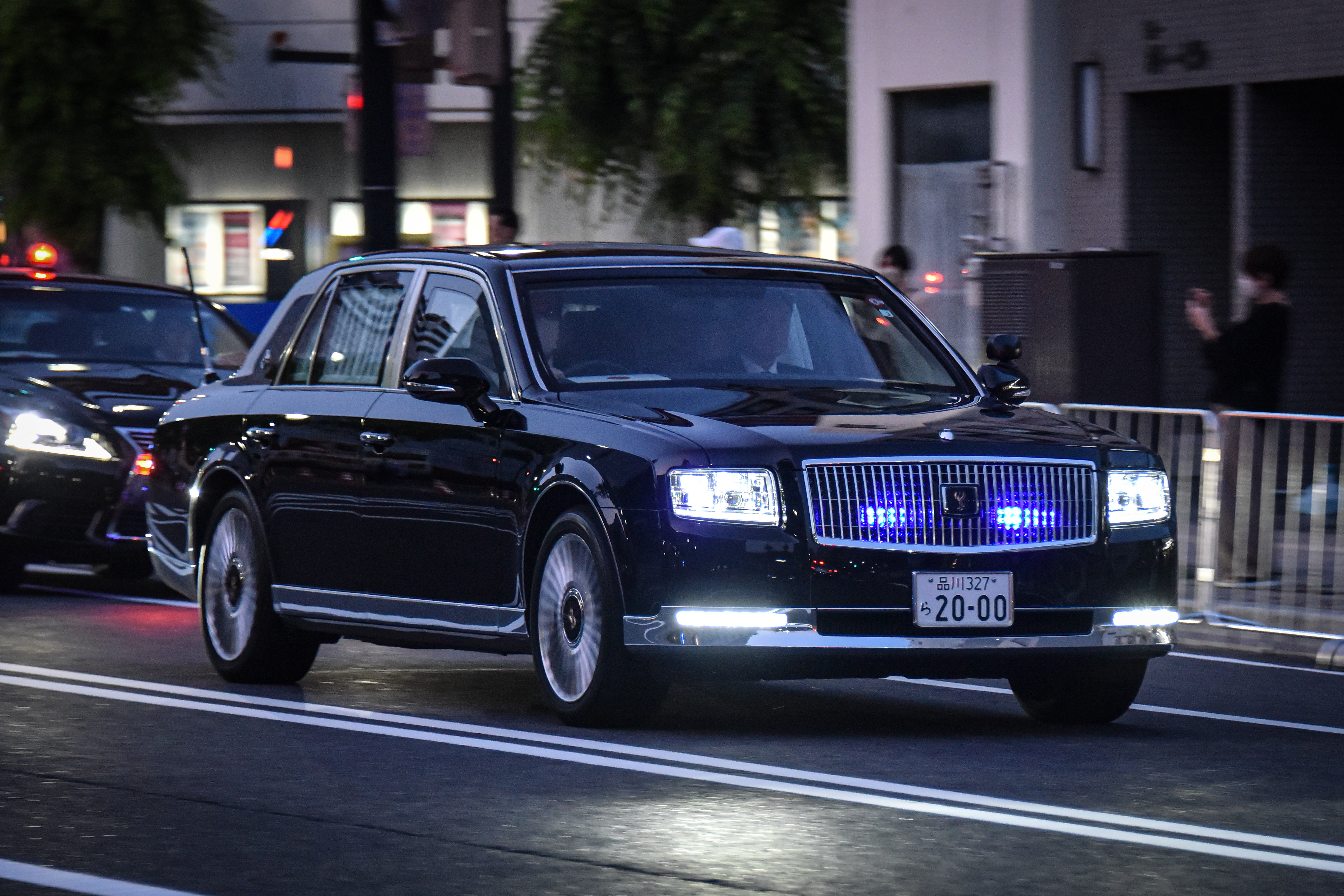
日本国総理大臣専用車
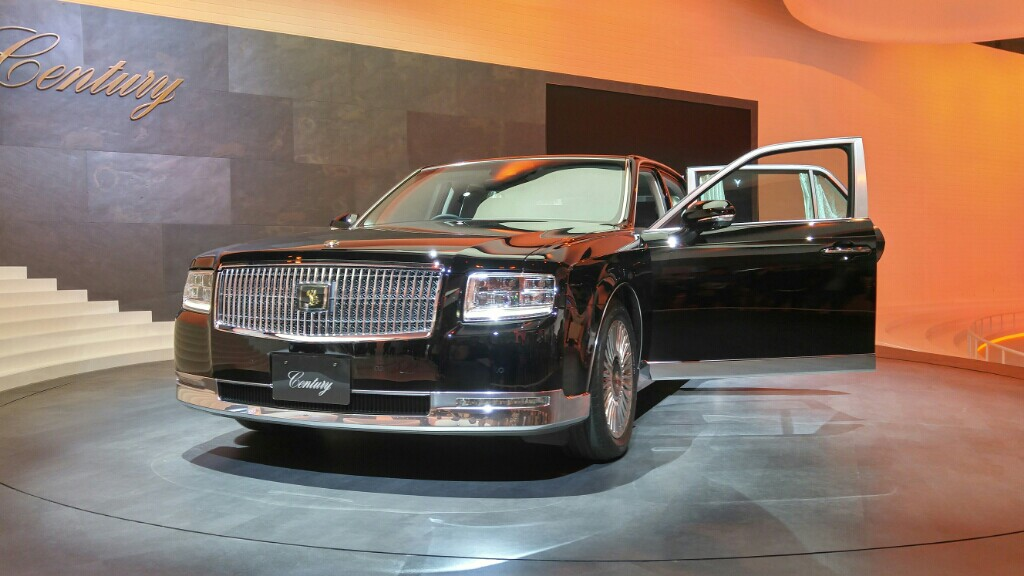
東京モーターショー2017出品車
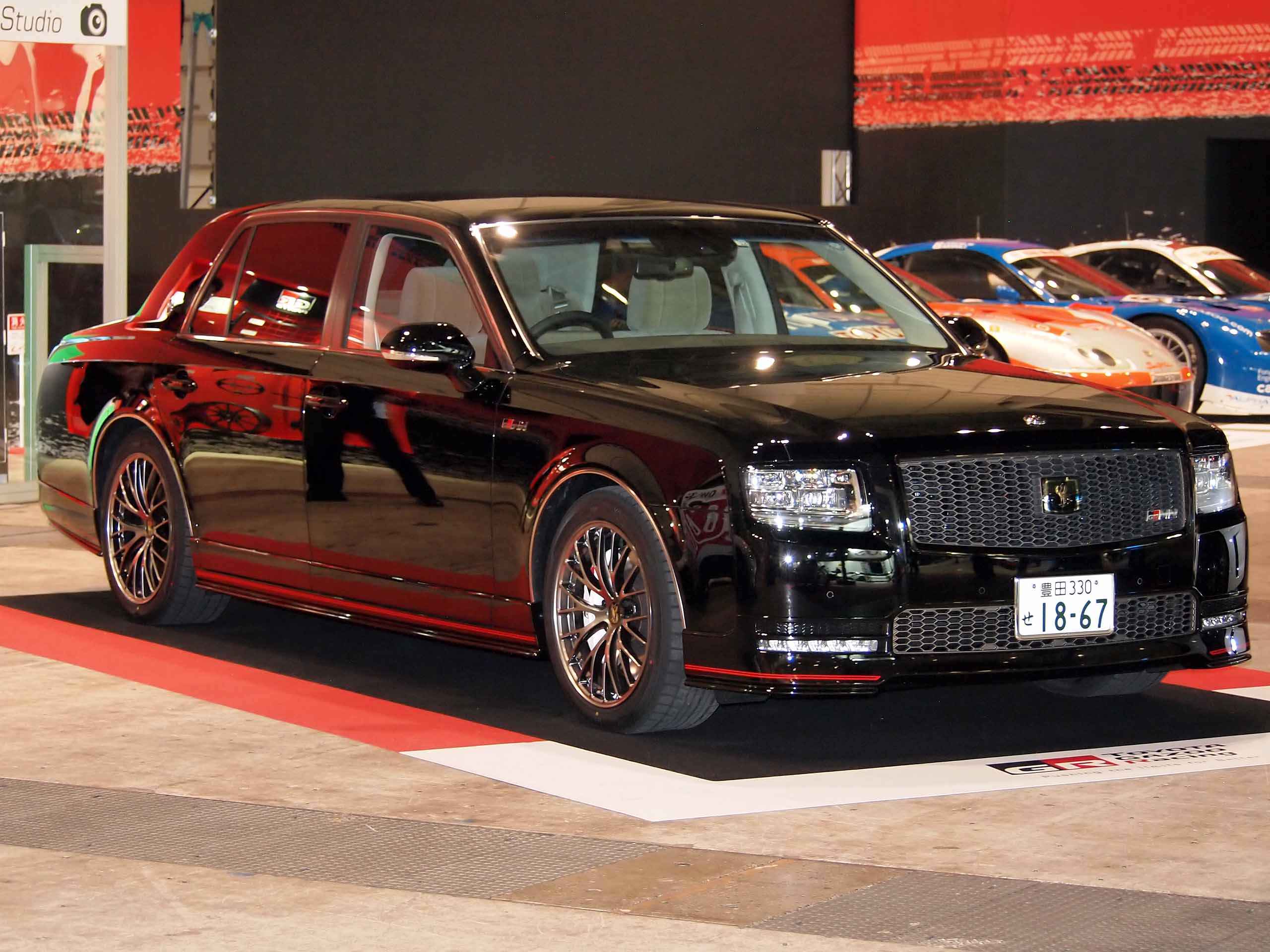
センチュリーGRMN 東京オートサロン2019出品車
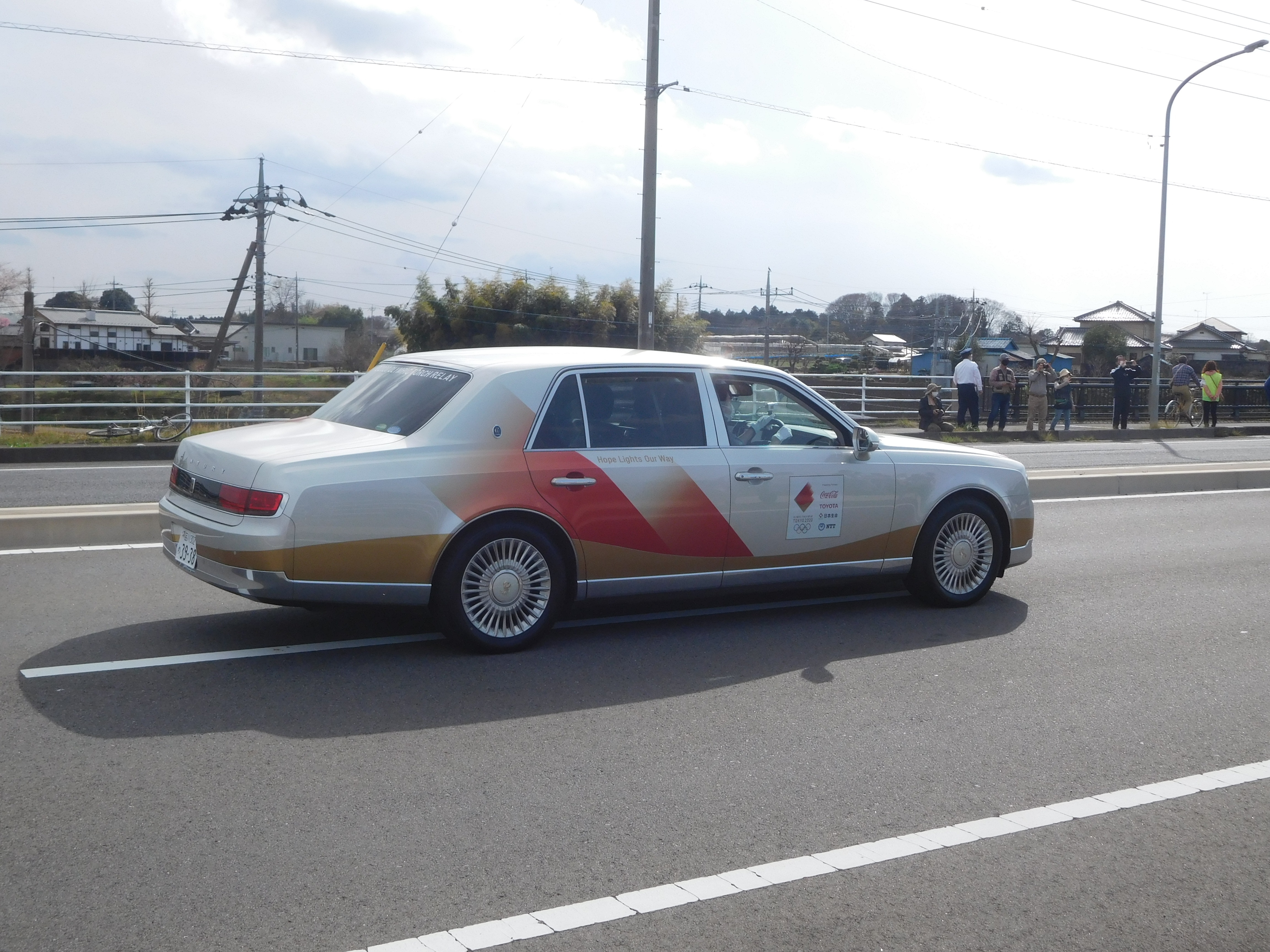
東京オリンピックの聖火リレー伴走車仕様
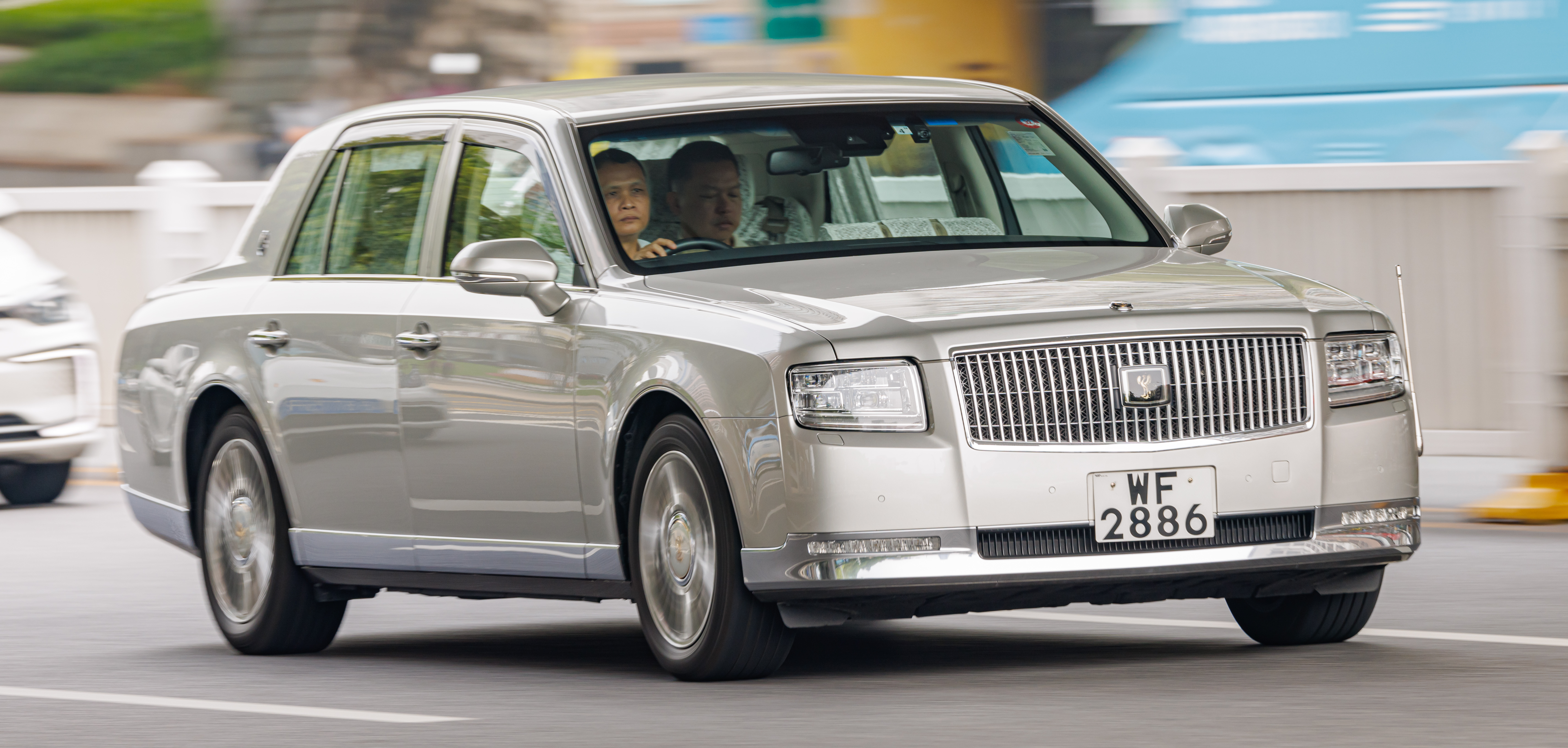
精華レイディエントシルバーメタリック仕様

## 3代目 SUV GRG75型（2023年 - ）
2023年（令和5年）9月6日に初公開された、3代目センチュリーの追加モデル。今までセンチュリーは一貫して4ドアセダンのみ発売されてきたが、それとは異なるプラグインハイブリッド（PHEV）を採用した新しいタイプのモデルとして開発された。
正式名称はセダンと同じく「センチュリー」であるが、一部のメディアではこれまでのセダンタイプと区別するために「SUV」と表現している。ただし、トヨタ公式では「SUV」という呼称を一切用いていない。
セダンでなくSUVとして開発された理由について、朝日新聞はオンライン会議など移動時間を有効活用する流れがあることから、車内空間がセダンよりも広いSUVとして開発されたことを報じている。また、くるまのニュース（メディア・ヴァーグ）ではトヨタ代表取締役会長の豊田章男にインタビューを行っており、その中で豊田は「私の中でのセンチュリーは『名誉会長（豊田章一郎）のクルマ』と言う認識です。開発にも携わっていましたし、関東自動車での生産立ち上げの際には泊まり込みで行なっていました。そんな想いがあるから、『自分が社長になってもセンチュリーは乗れないな』と言うのが、どこか頭の中にありました。なので、3代目のフルモデルチェンジの時に開発陣に話を聞かれても『センチュリーは名誉会長のクルマだから、通訳はしますよ』と伝えました。そして、私に話を聞きたいなら、『僕が乗っていいセンチュリーを提案してください』と。そのひとつがセンチュリーGRMNでした。会長になってから当たり前に乗っていますが、やはり心の奥には『セダンじゃないよね』と言う想いがあったのも事実です。そこで『僕が乗れるセンチュリーって何？』と言う回答が、このモデルになります」と答えている。
プラットフォームはTNGAの一つであるGA-Kを採用しているが、重量増加に対応した専用品を使用しており、グランドハイランダーやレクサス・TXとも一部供用が図られている。パッケージにはセダンの縦置きFRではなく横置きFFを採用し、パワートレインは3.5リッターV型6気筒エンジンの2GR-FXS型にフロントモーターと後輪側e-Axleの前後モーターを組み合わせたPHEVとなり、駆動方式は「E-Four Advanced」と呼ばれる電気式の四輪駆動となっている。エンジンこそ4代目レクサスRX450hと共通のものを採用するが、PHEV化と車両重量の増加に伴い、モーターやバッテリーなどの電動モジュールを刷新し、最高出力は83kW(99PS)と大幅に向上している。
ボディカラーはモノトーンはメーカーオプション設定となる「KIWAMI LINE」の「黎明 単彩（れいめい たんさい）プロミネントグレー」と「輪宝 単彩（りんぽう たんさい）ブラック」の2色のみ。ツートーンは無償設定となる「白鶴（はっかく）プレシャスホワイトパール×シルバー」、「黎明 プロミネントグレー×シルバー」、「輪宝 ブラック×シルバー」の3色とメーカーオプション設定となる「KIWAMI LINE」の「黎明 杼型（ひがた）プロミネントグレー×ブラック」（2024年年央に設定予定）と「紅蓮（ぐれん）グローリーレッド×シルバー」の5色が設定される。
希望小売価格は2500万円（税込）からとされており、公開日の9月6日より注文受け付けを開始した。10月下旬からトヨタ自動車田原工場にて生産が開始され、12月5日には生産開始を祝う式典が開かれた。販売にあたっては、全国のディーラーから選抜され厳しい面接や研修を経て認定された、専門のスタッフである「センチュリーマイスター」が常駐しているディーラーのみでの取り扱いとなる。
なお、センチュリーの名称は、本モデルを「センチュリー」とし、既存のセダンタイプの3代目センチュリーについては、「センチュリー（セダンタイプ）」としてこれまで通り販売が継続される。
2025年6月23日に一部改良。リアドアガラスとリアクォーターガラスに3段階調光機能付プライバシーガラスを採用。透明な2枚の合わせガラスに挟まれた特殊フィルムの作用で透明・半透明・調光の3段階で調整が可能である。車両本体価格が改定され、2,700万円（消費税込）となった。

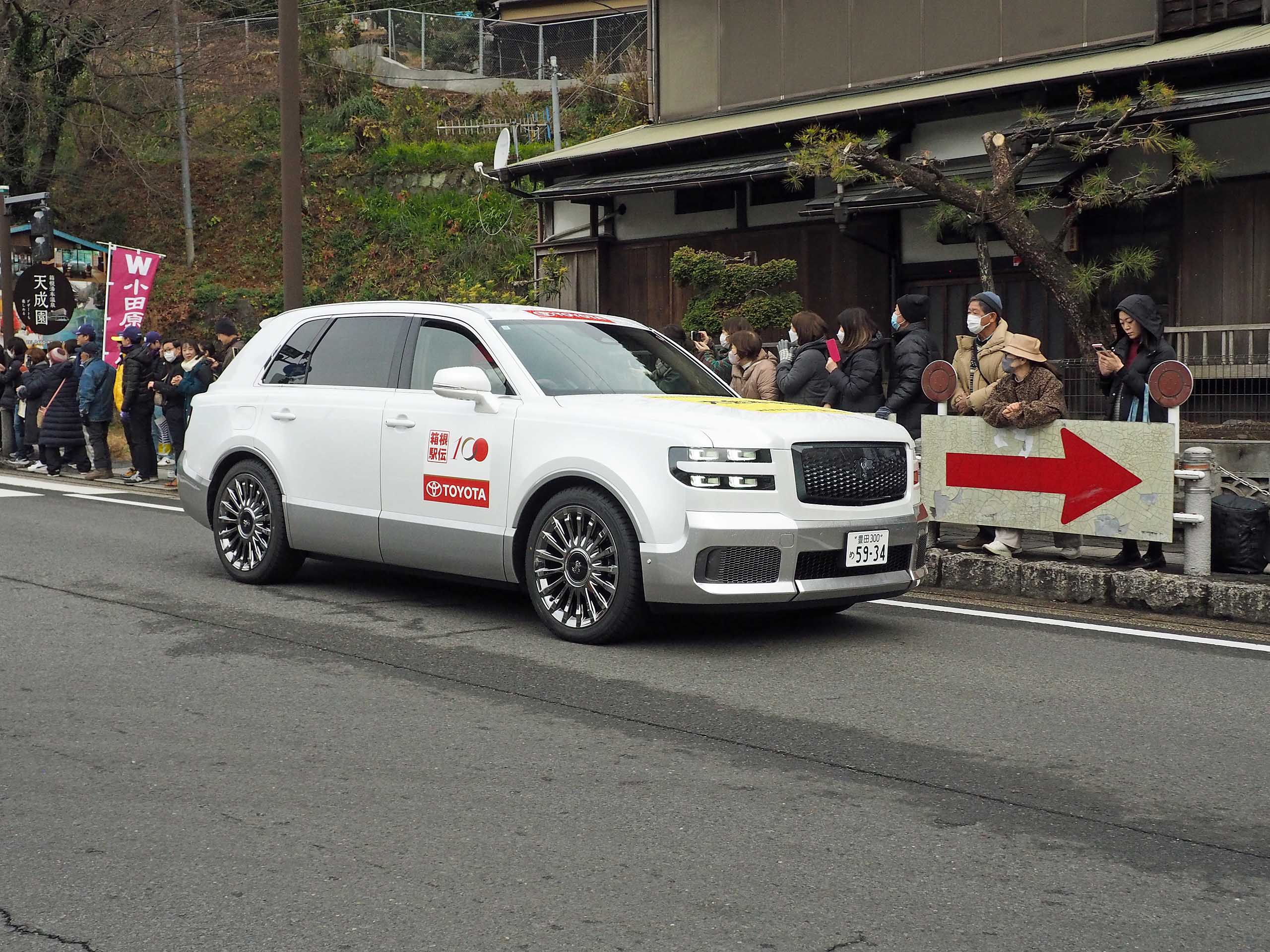
2024 箱根駅伝 大会本部車

## センチュリーロイヤル
2代目センチュリーをベースとするセンチュリーロイヤルは、宮内庁へ納入するために開発された御料車専用車種である。

## 自治体公用車
センチュリーは都道府県知事車、議会議長車として用いられることがある。しかしその一方、2代目モデル終盤頃より、先述の通り環境性能や費用抑制の観点から､また他社の企業城下町である場合はトヨタ車を採用する事自体が｢地場産業を支援する姿勢がない｣とみなされかねないことから｢脱･センチュリー｣の動きが見られる。また2代目から3代目へモデルチェンジするにあたり、ハイブリッド化で他車種からの回帰の動きがある一方で、納入価格やリース料も大幅に引き上げられたこともあり、公用車としての妥当性が報道等を通じて問われる例も見られている。
2018年のフルモデルチェンジでハイブリッドモデルが登場するまでは、同じ高級車でハイブリッドモデルのあるレクサス・LSや財政の悪化により支出を抑制する観点から本車種より安価なミニバンであるアルファードやヴェルファイアが公用車の代替として導入が進んでいた。
コスト面、エコロジー面、地産地消推進のすべてを狙って｢脱・センチュリー｣を行った例としては湯崎英彦広島県知事のケースがあり、上述3点からセンチュリーからマツダ車（MPV→CX-8→CX-60）に乗り換えている。但し、MPV納車時点では皇室や海外のVIPの来県が多いことを考慮して1台を残す方針と発言している。対して同県議会の議長車としてセンチュリーが納入された例では、コスト面と地産地消の面から批判を受けることとなった。2代目が1000万円台であったのに対し、3代目は1800万円と高騰したことが話題となった際に議会事務局側は「安全性が高く、故障しにくい。20年ほど乗るつもりなので、長い目で見れば車種や費用は妥当だ」としているが､これに対し｢センチュリーでなくても良い｣｢地元企業のマツダ車に乗るべき｣という批判もあるという。。
兵庫県知事車と同県議長車のリース契約の例では、2代目から3代目へ契約変更するにあたり、7年間の料金が約1400万円から約2100万円に増加した。県知事はセンチュリーを使用する根拠として「広大な県土を走行できる馬力があり、高い安全性能を備えた車種。一方的議論が横行しているのは遺憾」とする答弁が行われた。しかしながら2021年8月に就任した斎藤元彦知事は、選挙戦でセンチュリーのリース契約を解除することを公約に掲げており、当初は職員用公用車のトヨタ・ヴェルファイアを、同年12月からは新たにリース契約を結んでトヨタ・アルファードを使用した。
2021年2月には、山口県が2020年に貴賓車用としてセンチュリーを購入したことについて、「知事の裁量権の逸脱で、県民の常識的な感覚からかけ離れた違法な公金の支出」として、元県職員の男性が村岡嗣政知事に対し購入費2090万円の全額返金を求めた住民訴訟を山口地方裁判所に起こし、2022年11月2日に「知事が購入を阻止しなかったのは指揮監督上の義務に違反しており、裁量権を逸脱または乱用した財務会計上の違法行為があった」と認定、村岡に全額の支払いを命じる判決が言い渡されていた。が、2023年5月10日に高裁判決は、「高額である感は否めないが、不当に高額とも認められない」と指摘。「皇室や外国の要人に最大限の敬意を示し、安心安全な送迎を期する」という目的は「相当と認められる」として、センチュリー購入の契約、支出の違法性を否定した。村岡知事が担当職員による契約を阻止しなかった「指揮監督上の義務違反」があるかについても、高裁は認めなかった。そして、2023年10月4日に最高裁第三小法廷は男性の上告を棄却した。これにより、県の逆転勝訴とした二審・広島高裁の判決が確定した。